# Reichsbrücke
Die Reichsbrücke ist eine der bekanntesten Brücken Wiens. Sie überquert die Donau, die Donauinsel sowie die Neue Donau und verbindet den 2. Wiener Gemeindebezirk, Leopoldstadt, mit dem 22. Bezirk, Donaustadt. Das Bauwerk erstreckt sich vom Mexikoplatz am Handelskai (2. Bezirk) in nordöstlicher Richtung bis zur Donau City und dem Vienna International Centre (22. Bezirk).
Die heutige Reichsbrücke wurde im Jahr 1980 eröffnet; sie ist der dritte Donauübergang in derselben Achse, der den Namen Reichsbrücke trägt. Die erste Reichsbrücke (auch: Kronprinz-Rudolf-Brücke, als Projekt: Reichsstraßenbrücke), eine eiserne Strombrücke auf fünf Pfeilern, bestand von 1876 bis 1937. Die zweite Reichsbrücke, eine Kettenbrücke mit zwei 30 Meter hohen Pylonen auf zwei Strompfeilern, wurde 1937 eröffnet; sie war neben Stephansdom und Riesenrad eines der Wahrzeichen der Stadt Wien. Nach dem Zweiten Weltkrieg war sie der einzige intakte Donauübergang in Österreich stromabwärts von Linz und entwickelte sich zum meistbefahrenen Straßenstück Österreichs. Am Sonntag, dem 1. August 1976, stürzte die Brücke in den frühen Morgenstunden auf voller Breite der Donau ins Wasser. Bei dem Unglück, das bei dem damaligen Stand der Technik nicht vorhersehbar gewesen war, kam ein Mensch ums Leben. Die Bedeutung und die emotionale Aufladung, welche die Brücke durch ihre bewegte Vergangenheit bei der Wiener Bevölkerung erhalten hatte, steigerten sich durch den Einsturz weiter.

## Vorgeschichte

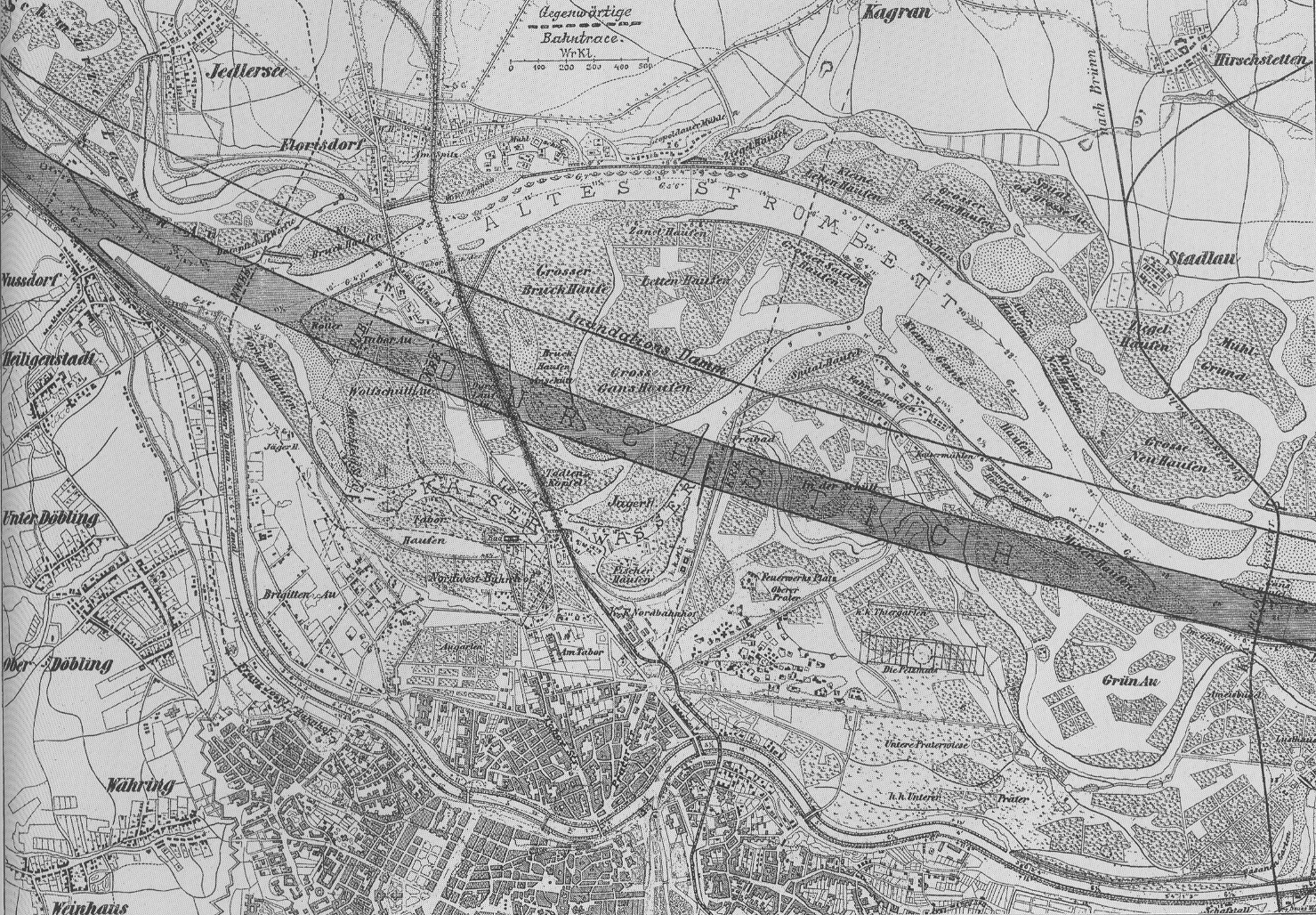
Die Donau vor ihrer Regulierung (mittig ist der Standort der Reichsbrücke eingezeichnet)

Einige Jahre nach dem schweren Hochwasser des Jahres 1830 wurde bereits erwogen, die Donau zu regulieren und gleichzeitig mehrere Brücken über das dadurch entstehende Strombett zu errichten. Geplant war unter anderem eine Kettenbrücke etwa am Ort der heutigen Reichsbrücke, deren Errichtungskosten auf zwei bis drei Millionen Gulden geschätzt wurden. Diese Pläne kamen jedoch ebenso wie spätere Absichten, stabile Brücken über die unregulierte Donau zu schlagen, vor der Wiener Donauregulierung nicht zur Ausführung; die Projekte kamen über die Planungsphase nicht hinaus. Sämtliche Donaubrücken, ob für den Straßenverkehr oder seit 1838 für die Nordbahn, hatten damals eher provisorischen Charakter: Es waren Jochbrücken aus Holz, die regelmäßig von Überschwemmungen oder Eisstößen weggerissen und anschließend neu errichtet wurden.
Am 12. September 1868 wurde durch einen kaiserlichen Erlass die Regulierung der Donau angeordnet. Gleichzeitig sollten „stabile Brücken“ errichtet werden. Eine davon sollte eine direkte Verlängerung der Jägerzeile (heute: Praterstraße) und der Schwimmschulstraße (heute: Lassallestraße) darstellen. Mit der Wahl dieses Standortes sollte eine zentrale städtebauliche Achse fortgesetzt werden, die von der Gloriette in Schönbrunn über den Stephansdom und den Praterstern bis zur Donau reichte. Auf der anderen Seite der Donau sollte die Brücke an die Wiener, Kagraner und Leopoldauer Reichsstraße (seit 1910 Wagramer Straße) anschließen, die zu einer wichtigen Verkehrsverbindung in die nordöstlichen Gebiete der Monarchie wurde. Der Name der Brücke wurde dementsprechend auf „Reichsstraßenbrücke“ festgelegt.

## Erste Reichsbrücke – 1876 bis 1937
Die von Kaiser Franz Joseph I. in Auftrag gegebene Brücke, die den Hauptteil des 2. Bezirks mit dem nach der Donauregulierung am linken Donauufer liegenden Bezirksteil Kaisermühlen, mit der nunmehrigen Alten Donau und mit der bis 1890 / 1892 selbstständigen Gemeinde Kagran verband, war vom August 1876 bis zum Oktober 1937 befahrbar. Sie wurde mehrmals umbenannt: Während der Bauzeit hatte sie den vorläufigen Namen Reichsstraßenbrücke, nach ihrer Eröffnung hieß sie Kronprinz-Rudolf-Brücke. Die Bezeichnung „Reichsbrücke“ setzte sich aber schon bald im allgemeinen Sprachgebrauch durch, so hieß zum Beispiel die Haltestelle der Donauuferbahn bei der Brücke offiziell Kommunalbad-Reichsbrücke. Nach dem Zerfall der Monarchie wurde sie am 6. November 1919 offiziell in Reichsbrücke umbenannt.
Mit einer Gesamtlänge von knapp 1020 Metern war sie die damals längste Brückenverbindung über die Donau. Sie war 11,40 Meter breit, wobei die Fahrbahn 7,60 Meter und die beiden Trottoirs 3,80 Meter einnahmen. Die ursprüngliche Planung hatte eine Gesamtbreite von acht Klaftern (15,20 Meter) vorgesehen; das Parlament entschied kurz vor Baubeginn, die Breite aus Kostengründen zu reduzieren.
Die Brücke bestand aus drei Teilen. Der so genannte Hubertusdamm, der das Marchfeld vor Hochwasser schützte, und das bei der Donauregulierung geschaffene Überschwemmungsgebiet (Inundationsgebiet) am nördlichen, linken Stromufer wurden von einer steinernen, 432 Meter langen Inundationsbrücke überspannt, die aus 16 Bögen mit 23 beziehungsweise 39 Meter lichter Weite bestand. Den Handelskai am südlichen, rechten Stromufer überspannte die sogenannte Kaibrücke aus Stein mit einer Länge von 90,4 Metern und vier Bögen zu je 18,96 Meter lichter Weite. Die eigentliche Strombrücke war 341,20 Meter lang und bestand aus vier einzelnen eisernen Gittertragwerken, die auf fünf 3,80 Meter starken Pfeilern ruhten, von denen drei im Wasser standen. Der Abstand der Pfeiler zueinander betrug 79,90 Meter.

### Bau

Die Strombrücke vom nördlichen, linken Donauufer aus gesehen (im Hintergrund der Stephansdom); Aufnahme vor Sommer 1898, da noch ohne Straßenbahngleis

Der Bau begann im August 1872. Damals war zwar das Strombett der Donau bereits größtenteils fertiggestellt, jedoch noch nicht geflutet. Die Reichsbrücke wurde also, wie die Nordbahnbrücke, die Stadlauer Brücke und die Kaiser-Franz-Josephs-Brücke (später: Floridsdorfer Brücke), in Trockenbauweise errichtet.
Geplant wurde das Bauwerk vom Straßen- und Wasserbau-Department des k.k. Innenministeriums, dessen Chef, Ministerialrat Mathias Waniek, Ritter von Domyslow, mit der Oberbauleitung betraut war. Insgesamt kostete der Bau 3,7 Millionen Gulden. Die Metallkonstruktion hatte ein Gesamtgewicht von 2.193 Tonnen und wurde von der Firma Schneider & Co in Burgund aus belgischem Schweißeisen hergestellt.
Die beiden Brückenpfeiler an den Ufern wurden etwa fünf Meter unter der Flusssohle, die drei im Wasser stehenden Pfeiler etwa elf Meter unter der Flusssohle auf so genanntem „blauen Wiener Tegel“ gegründet (ein steifer bis halbfester Boden ähnlich dem Ton, der als Sedimentgestein typisch für das Wiener Becken ist). Die Pfeiler der beiden Vorlandbrücken (Kaibrücke und Inundationsbrücke) wurden flach in grobem Schotter gegründet.
Als einzige der vier zu jener Zeit gebauten Donaubrücken war die Reichsbrücke noch nicht für den Verkehr freigegeben, als das neue Donaubett am 14. April 1875 geflutet wurde. Erst 16 Monate später, am 21. August 1876, am Geburtstag von Kronprinz Rudolf, eröffnete der k.k. Statthalter von Niederösterreich, Freiherr Sigmund Conrad von Eybesfeld, in Vertretung des Kaisers die Brücke und gab ihr zu Ehren des Kronprinzen – entgegen der ursprünglichen Planung – den Namen „Kronprinz-Rudolf-Brücke“. An der Eröffnungsfeier nahmen unter anderen eine Delegation aus Japan, Reichskriegsminister Feldzeugmeister Graf Artur Maximilian von Bylandt-Rheidt und der Wiener Bürgermeister Cajetan von Felder teil. Der Statthalter verlas eine kaiserliche Entschließung, worin Franz Joseph I. die volle kaiserliche Zufriedenheit mit Oberbauleiter Waniek bekanntgab und mehrere Ingenieure und Bauräte mit dem Ritterkreuz des kaiserlichen Franz-Joseph-Ordens ausgezeichnet wurden. Als Höhepunkt der Feier wurde der Schlussstein des letzten Pfeilers der Auffahrtsrampe eingesetzt, – unter ihm wurden in einer Kassette mehrere Urkunden, Fotos der Brücke, Münzen und Medaillen eingemauert.

### Brückenbetrieb

Die Kaibrücke über den Handelskai am südlichen, rechten Donauufer, Aufnahme ca. 1907

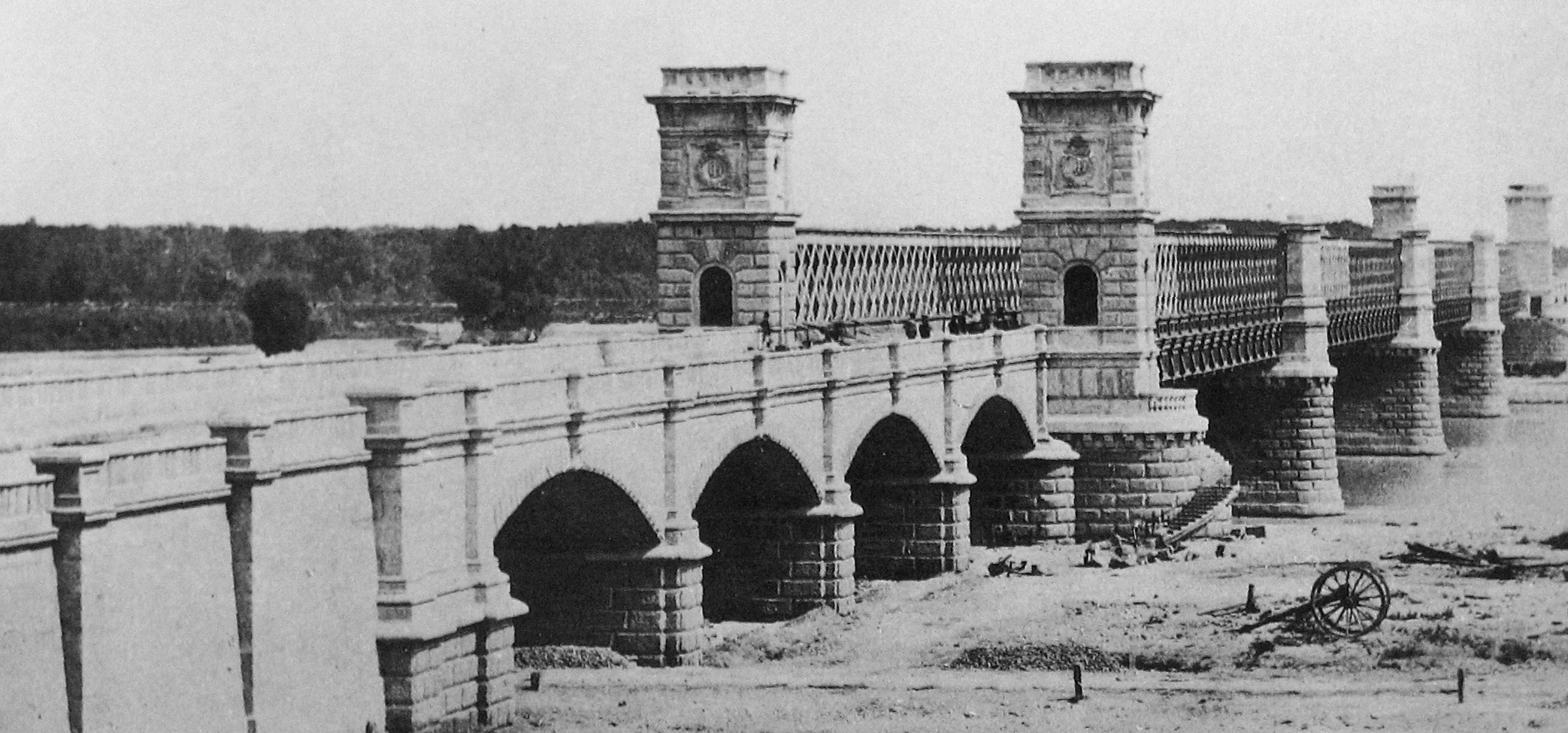
Die Brückenrampe und die vier gemauerten Bögen über den Handelskai am südlichen, rechten Donauufer, daran (rechts im Bild) anschließend die Brücke über den Strom, Aufnahme aus 1876

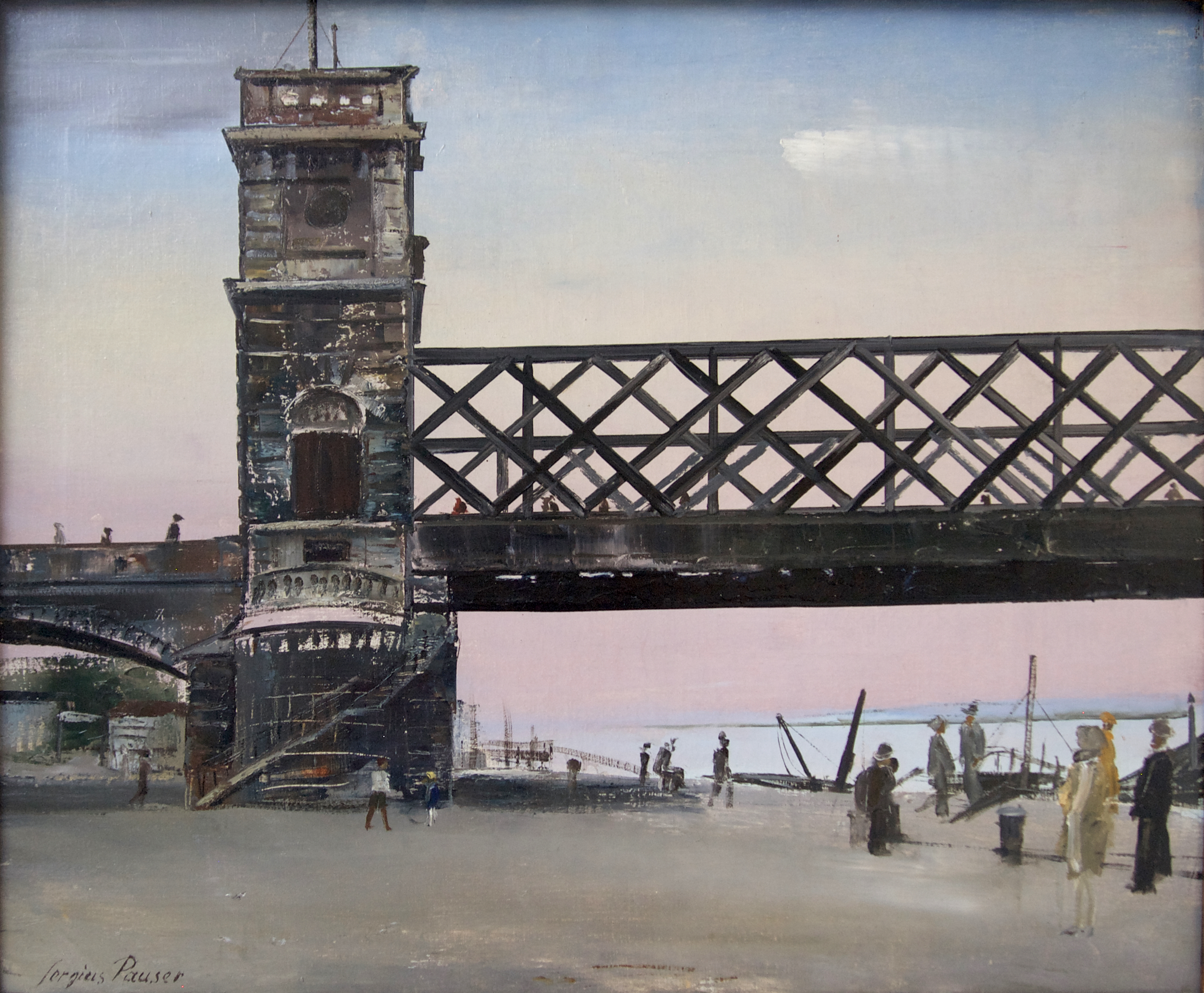
Reichsbrücke von Osten. Das einzige bekannte Gemälde der ersten Reichsbrücke. Öl auf Leinwand (1929); Künstler: Sergius Pauser, in Privatbesitz

Nach dem Selbstmord Kronprinz Rudolfs im Jahr 1889 erhielt die Brücke im Volksmund den Namen „Selbstmörderbrücke“. Sie war in den ersten Jahren ihres Betriebs noch kein besonders beliebter Donauübergang: Industrie und Gewerbe siedelten sich nur langsam jenseits der Donau an. Außerdem gab es noch keine nennenswerten Handelswege ins nördlich gelegene Marchfeld: Über die Alte Donau, die dafür hätte überquert werden müssen, führte bis etwa 1900 lediglich eine wackelige Holzbrücke.
In den ersten 28 Jahren ihres Betriebs war die Überquerung der Reichsbrücke kostenpflichtig: Pro Fahrzeug waren 32 Kreuzer bzw. 64 Heller zu entrichten, was regelmäßig von Wiener Zeitungen kritisiert wurde. Erst nachdem die Ortschaften nördlich der Alten Donau im Jahr 1904 / 1905 als 21. Bezirk eingemeindet worden waren, wurde die Überfahrt kostenfrei gestellt und die Beliebtheit der Brücke stieg. Ab dem 26. Juni 1898 wurde die Brücke von der Straßenbahn befahren. Anlass dafür war das 50-Jahre-Regierungsjubiläum von Kaiser Franz Joseph. Die Strecke führte (über die Strombrücke nur eingleisig) vorerst zur Schießstätte bei der Arbeiterstrandbadstraße und wurde am 22. Dezember 1898 bis zum Kagraner Platz verlängert. Betreiber war die Wien-Kagraner Bahn (WKB), die dafür anfänglich sechs aus Hamburg übernommene Triebwagen verwendete. 1904 übernahm der Verkehrsbetrieb Gemeinde Wien – Städtische Straßenbahnen die WKB.

### Das Ende der Brücke

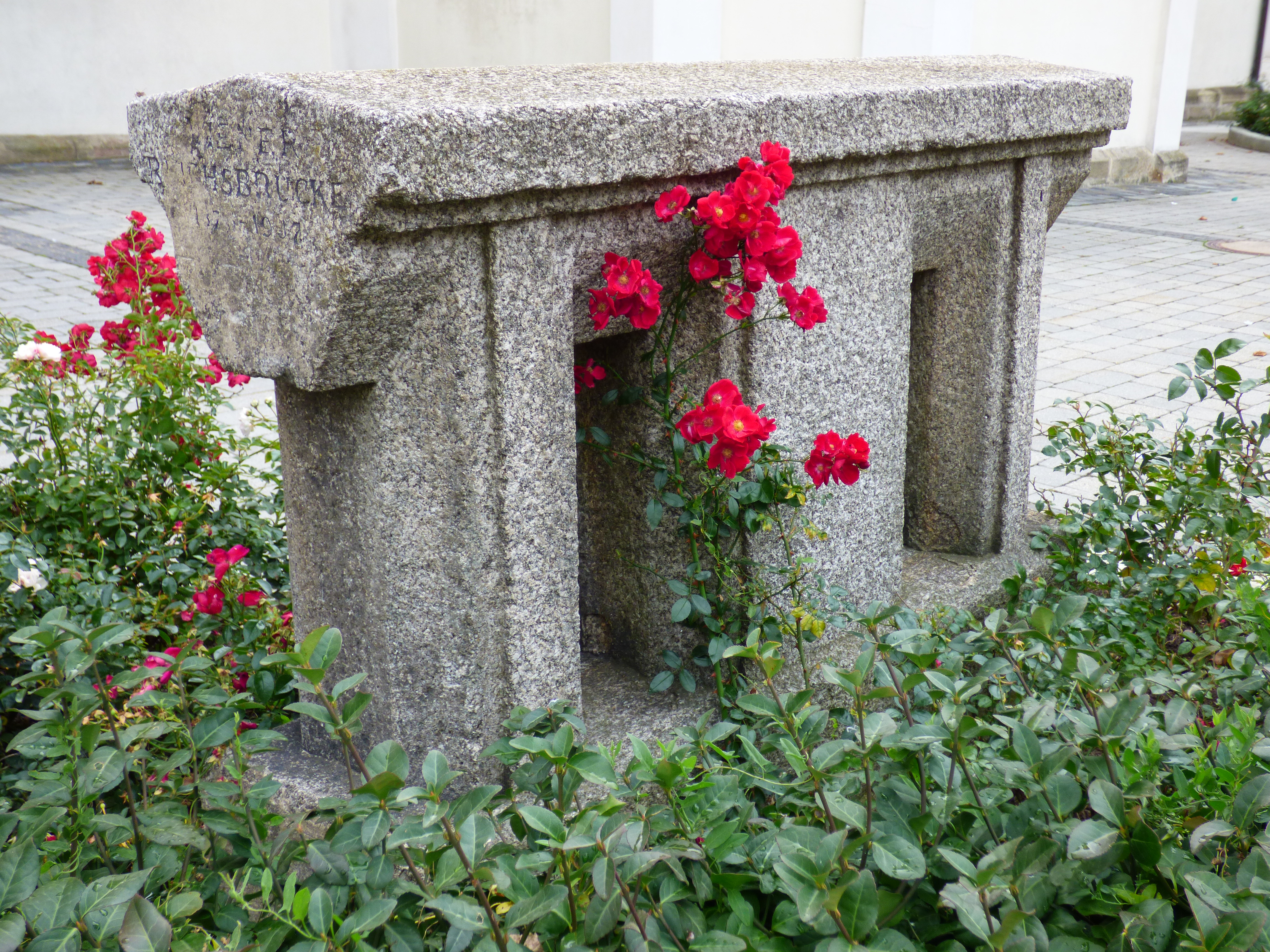
Teil der demontierten Ersten Reichsbrücke, ausgestellt in Groß-Enzersdorf

1910 wurden in Wien über zwei Millionen Einwohner gezählt. Am linken, nördlichen Donauufer entstanden immer mehr Siedlungen und Gewerbebetriebe. Dies erhöhte zugleich die Bedeutung und die Verkehrsbelastung der Reichsbrücke. Weder die Gesamtlast noch die Fahrbahnbreite von weniger als acht Meter waren für diese Mehrbelastung ausreichend. 1930 wurden Schäden an der Brücke entdeckt, die in absehbarer Zeit die Generalsanierung notwendig gemacht hätten. In den letzten Jahren ihres Bestandes wurden Gewichtsbeschränkungen verfügt, um die Brücke zu schonen. Die Wiener Stadtregierung plante zunächst einen Umbau der alten Reichsbrücke. 1933 wurde unter der Bundesregierung Dollfuß ein Neubau verfügt.
Während der drei Jahre dauernden Bauarbeiten musste die alte Brücke benutzbar bleiben, – also wurde die bestehende 340 Meter lange und 4.900 Tonnen schwere Strombrücke im September 1934 um 26 Meter stromabwärts verschoben und dort mit den Ufern verbunden. Der Verschiebevorgang dauerte nur sechs Stunden, die Verkehrsunterbrechung bis zur Wiederbenutzbarkeit dauerte insgesamt drei Tage. Die verschobene Brücke war daraufhin noch drei Jahre lang in Betrieb. Direkt nach der Eröffnung ihrer Nachfolgerbrücke wurde sie demontiert.

## Zweite Reichsbrücke – 1937 bis 1976
Die zweite Reichsbrücke hatte eine Gesamtlänge von 1255 Meter. Die Strombrücke war mit einer Länge von 373 Meter und einer maximalen Stützweite von 241,2 Meter beim Bau die drittgrößte Kettenbrücke Europas. Sie besaß zwei Pylonen aus Stahl mit einer Höhe von 30 Meter über Fahrbahnoberkante, die auf zwei Strompfeilern standen und zwei Stahlketten mit den Brückenüberbaulasten trugen.
Die Brücke war als Symbol für den Reichtum und die Größe Wiens inszeniert. So wurde sie noch in den späten 1930er Jahren neben Stephansdom und Riesenrad zum dritten Stadtemblem Wiens erklärt und diente als international verbreitetes Symbol auf allen Werbeschriften und Einladungen zur Wiener Messe 1938.

### Wettbewerb
Zunächst schrieb das Handelsministerium einen Vorwettbewerb aus, den zwar die Architekten Emil Hoppe und Otto Schönthal gewinnen konnten, dessen Ergebnis jedoch nicht den Vorstellungen des Ministeriums und der Stadt Wien entsprach. Der finale Wettbewerb zum Neubau der Reichsbrücke wurde schließlich im Frühling 1933 ausgeschrieben und im November prämiert. Als baukünstlerischer Berater der achtköpfigen Jury fungierte der Architekt Clemens Holzmeister. Die Juroren wählten aus 64 eingereichten Vorschlägen, wovon einer sogar eine Untertunnelung der Donau vorsah. Das Siegerprojekt war eine Kettenbrücke der Architekten Siegfried Theiss und Hans Jaksch. Dieser Entwurf sah nur zwei im Wasser stehende Pfeiler vor. Drei Viertel der vollen Flussbreite sollten frei überspannt werden. Die Brücke würde direkt an die weiterhin zu nutzende, lediglich zu verbreiternde Inundationsbrücke der ersten Reichsbrücke über Überschwemmungsgebiet und Hubertusdamm anschließen.

### Bau
Baubeginn war am 26. Februar 1934, zwei Wochen nach den bürgerkriegsartigen Februarkämpfen. Die Kosten von 24 Millionen Schilling wurden zu einem Drittel der Stadt Wien auferlegt, zwei Drittel kamen aus dem Bundesbudget. Es waren ausschließlich österreichische Firmen am Bau beteiligt. Die beiden Pfeiler wurden im Fluss in Senkkasten-Bauweise errichtet, der Tragwerksbalken auf einem temporären Stützgerüst aus Stahlblech durch Nieten zusammengesetzt.
Die alte Brücke wurde dabei während des Baus in Betrieb gelassen, da sie schon zu wichtig für den Verkehr in Wien war. Die Pfeiler der alten Brücke wurden deshalb verlängert und der Oberbau der alten Brücke 26 m in Fließrichtung der Donau verschoben.
Bald tauchten die ersten Schwierigkeiten auf. Der Baugrund, insbesondere in der Donau, auf dem die Brückenpfeiler und die Ankerblöcke für die Ketten fundiert werden sollten, erwies sich als weniger tragfähig, als die Planer angenommen hatten. Ursprünglich war vorgesehen, einen Großteil des Gewichtes der Strombrücke, vornehmlich des zwischen den Pfeilern liegenden mittleren Teils der Brücke, von zwei Ketten tragen zu lassen, die auf beiden Seiten über die zwei Pylone verlaufen und direkt im Fluss an schweren, festliegenden Ankerblöcken aus Beton verankert werden sollten. Jedoch wurde befürchtet, dass diese Widerlager auf dem weichen Donauboden durch die großen Zugkräfte von 78,5 Millionen N (8.000 t) je Kette ins Gleiten geraten würden und nicht ausreichend im Donauboden verankert werden könnten.
Professor Paul Fillunger von der Technischen Hochschule in Wien entwickelte sich zum größten öffentlichen Kritiker des Baus. Er war der Ansicht, dass nicht nur die Gründung der Ankerblöcke, sondern auch die der Pfeiler im weichen Donauboden unverantwortlich war, weil die Brücke nicht die nötige Standsicherheit aufweisen würde. Gegensätzlicher Meinung war sein Professorenkollege, der Bodenmechaniker Karl von Terzaghi. Seiner Ansicht nach war die Beschaffenheit des Donaubodens für die Pfeilergründung geeignet. Die Meinungsverschiedenheit war Teil einer persönlichen Fehde, die öffentlich ausgetragen wurde. Fillunger nahm sich 1937 aufgrund eines Disziplinarverfahrens, das an der TH Wien gegen ihn lief, gemeinsam mit seiner Frau das Leben. Die Konstruktion der Brücke wurde nach den Vorschlägen Terzaghis umgeplant: Die Ketten wurden nicht in Ankerblöcken am Donauboden befestigt, sondern direkt an den beiden Hauptträgern des stählernen Tragwerkes, also an der Brücke selbst, rückverankert, sie war also eine sogenannte unechte Hängebrücke (Zügelgurtbrücke).
Im Juni 1936 wurde der Bau von einem Schiffsunglück überschattet: Der Personendampfer „Wien“ der DDSG wurde an einen Pfeiler getrieben. Das Schiff zerbrach und sank sofort. Dabei kamen Josef Abranovits (Restaurateur), Marie Abranovits (Köchin), Cäcilie Leitner (Küchengehilfin), Frieda Kaminger (Kammerfrau), Gisela Berger (Garderobierin) und Anton Gundacker (Heizer) ums Leben.
Das letzte Schlussglied der aus je 49 Blechpaketen als Gliedern bestehenden zwei Ketten wurde am 16. November 1936 eingelegt. Danach begann das Absenken des Trägergerüsts, um die Kette in Spannung zu versetzen. Die Herstellung der Betonfahrbahnplatte des Brückenüberbaus sowie die Montage der Gehsteige folgten im Frühjahr 1937, im Sommer wurden die Eisenteile der Brücke dunkelgrün gestrichen.
Vom 1. bis zum 3. Oktober 1937 fand die Belastungsprobe des Bauwerks statt, bei der die Ketten gedehnt und die Pylonen leicht gedreht wurden. Anschließend wurden als Belastungsprobe 84 Lastkraftwagen und 28 mit Steinen beladene Straßenbahnwagen auf die Brücke gefahren und für einige Stunden dort stehen gelassen. Alle Messungen liefen zufriedenstellend ab, sodass am 4. Oktober die erste Straßenbahngarnitur der Linie 16 über die Reichsbrücke fahren konnte. Einen Tag später wurde die Brücke inoffiziell für den Straßenbahnverkehr freigegeben. Für den Autoverkehr blieb sie bis zu ihrer Eröffnung gesperrt.

### Austrofaschistische Propaganda
Ein arbeits- und kostenintensives Projekt wie der Bau der Reichsbrücke war ganz im Sinne des austrofaschistischen Regimes: Die Arbeitslosigkeit lag Ende 1933 bei 38,5 Prozent. Der Bau der zweiten Reichsbrücke kann daher auch als Arbeitsbeschaffungsprojekt gesehen werden, ähnlich wie die Errichtung der Großglockner-Hochalpenstraße oder der Wiener Höhenstraße.
Am 10. Oktober 1937 wurde die Reichsbrücke offiziell eröffnet. Die ständestaatliche Regierung veranstaltete einen feierlichen Staatsakt mit Bundespräsident Wilhelm Miklas, Bundeskanzler Kurt Schuschnigg, Kardinal Theodor Innitzer, dem Wiener Vizebürgermeister Fritz Lahr und dem Handelsminister Wilhelm Taucher, der die neue Reichsbrücke als „Symbol schaffender Lebenskraft des neuen Österreich“ bezeichnete. Anwesend waren neben Architekten, Bauverantwortlichen und Konstrukteuren auch eine Delegation des Werks „Neues Leben“ der Vaterländischen Front, alle am Bau beteiligten Arbeiter der Baufirmen sowie 10.000 Schulkinder. Soldaten des Bundesheeres säumten das Ufer.
Der Wiener Stadtforscher Peter Payer schreibt über die pompöse Inszenierung:

„Unübersehbar propagierte die genauestens inszenierte Feier das neue Gesellschaftsmodell der austrofaschistischen Regierung: die Beendigung des Klassenkampfes und die Überwindung sozialer Schranken durch sinnvolle Arbeit und ein Miteinander aller Berufsgruppen. […] Die Vollendung der Brücke wurde als beispiellose kulturelle Errungenschaft, als gemeinsames Werk aller Beteiligten dargestellt.“

Die Veranstaltung wurde live im Radio übertragen, die Zeitungen berichteten breit darüber. Zu dem Anlass wurden Postkarten und Briefumschläge herausgegeben, ein Sonderstempel verwendet und sogar ein eigenes „Reichsbrückenlied“ gedichtet:

„Von den Hütten, wo die Flammen

schlagen über Stein und Stahl zusammen

kommen wir und wollen sehn

ob die Pfeiler, die wir gossen

ob die Glieder und die Trossen

wohl und gut zusammenstehn.

Seht, die Träger, die wir formten

mit den Nieten, die wir normten

in der Brücke nun verschweißt

die den Abgrund überwindet

und die Ufer fest verbindet

und die Arbeit laut lobpreist!

Tausend Hämmer, Räder, Feilen,

tausend Hände mussten eilen,

dass das große Werk entstand!

Heil der Arbeit, die verbindet,

Kluft und Spaltung überwindet,

Heil dem Werk, Heil unserm Land!“

Das Lied wurde zur Melodie von Prinz Eugen, der edle Ritter gesungen.

### Die Reichsbrücke im Zweiten Weltkrieg
Während des Zweiten Weltkriegs setzte die deutsche Wehrmacht zwei Unterstützungspfeiler aus Eisenbeton unter der Reichsbrücke in die Donau, damit das Bauwerk bei einem Treffer nicht vollständig ins Wasser fallen würde, sondern wieder repariert werden könnte. Außerdem wurden an jedem der beiden Pylonen Plattformen für Flugabwehrkanonen errichtet.

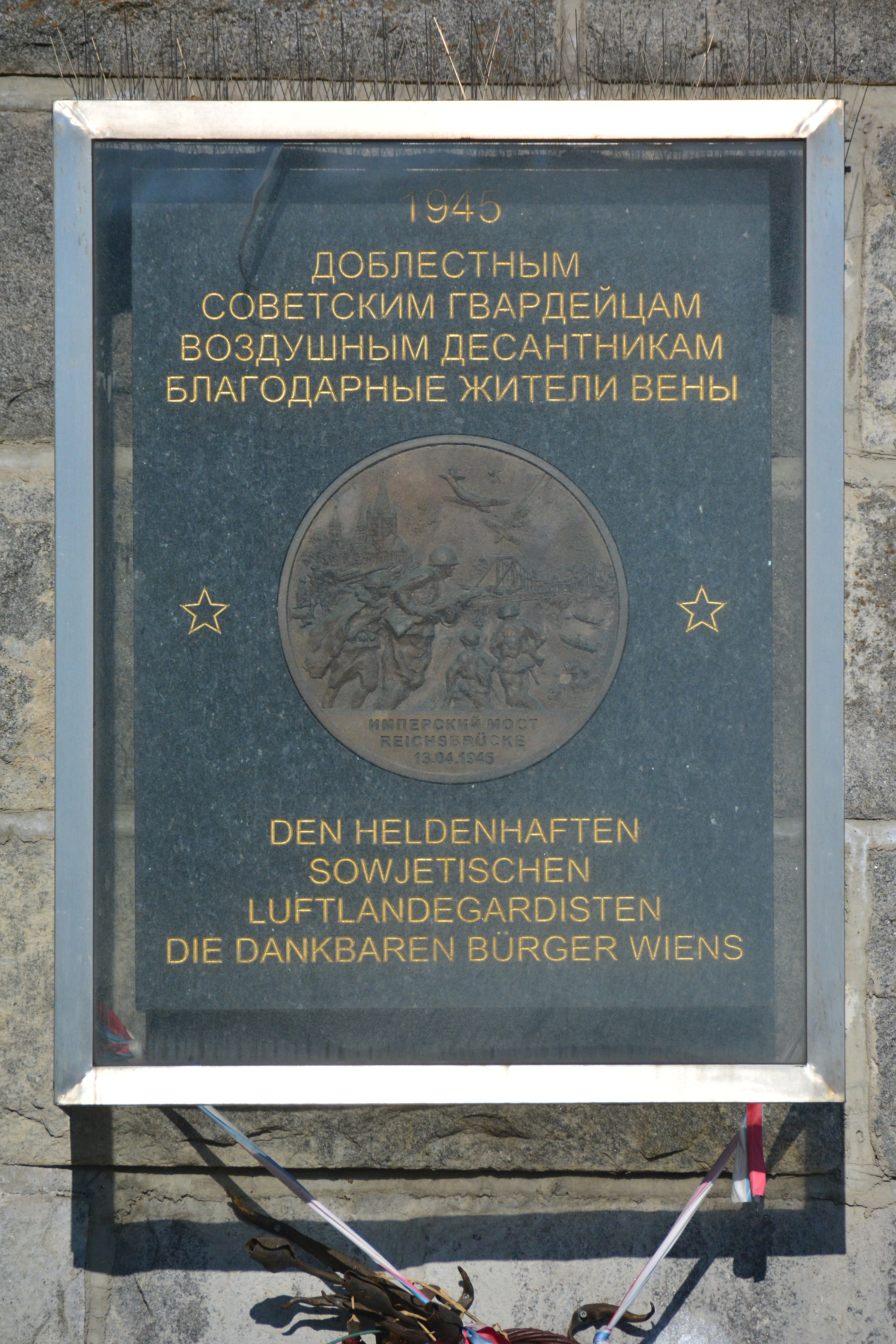
Gedenktafeln für die Luftlandegardisten und …

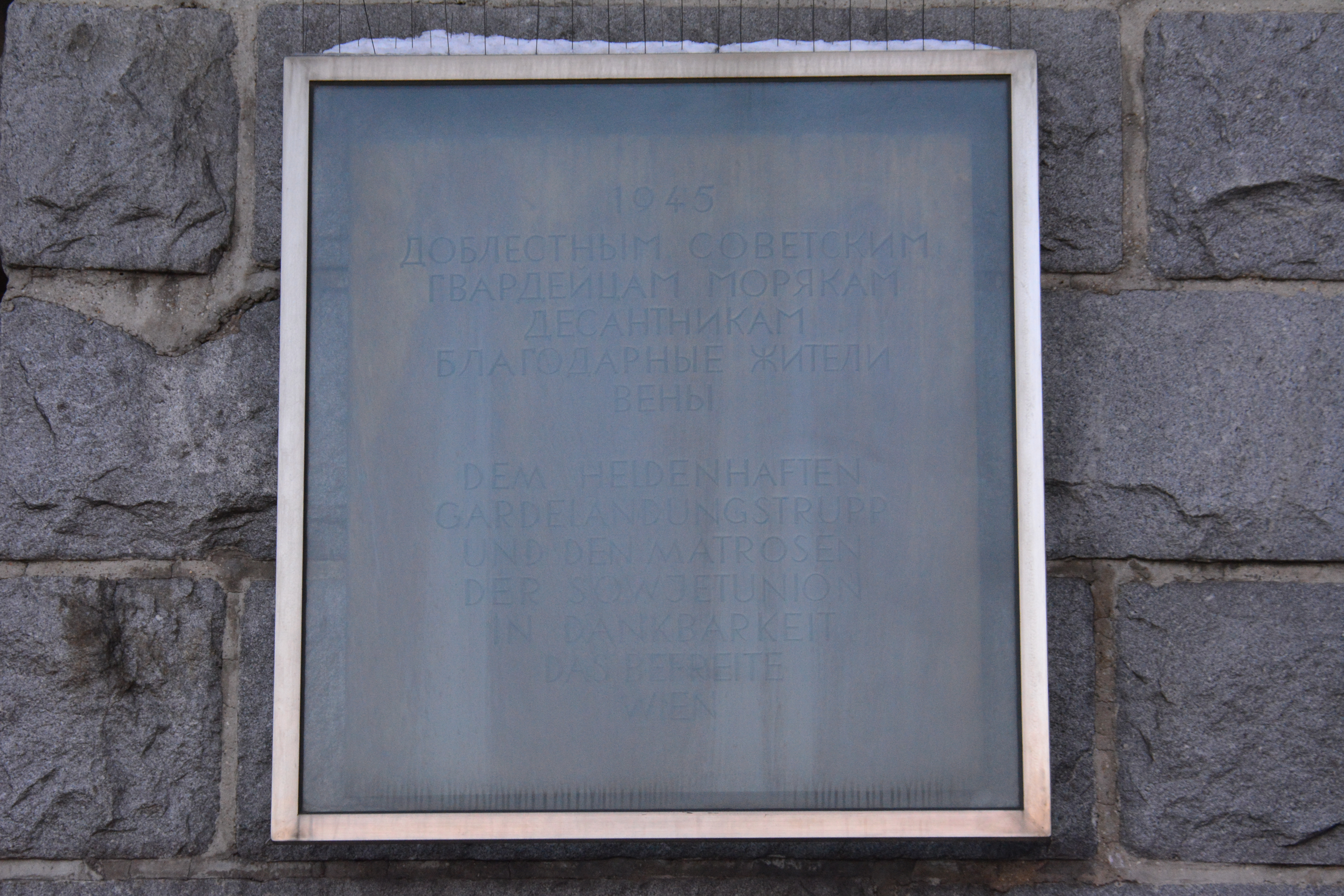
…den Gardelandungstrupp und die Matrosen der Roten Armee

Anfang April 1945, in den letzten Tagen des Krieges, bewegten sich sowjetische Armeen von Süden und Westen auf das Stadtzentrum zu. Die flüchtenden Einheiten der SS sprengten bei ihrem Rückzug nach Norden nach und nach fast alle Wiener Donaubrücken.
Für die Nordwestbahnbrücke, die Floridsdorfer Brücke und die Nordbahnbrücke hatten die „Verteidiger“ Wiens vom Führerhauptquartier am 8. April 1945 die Erlaubnis zur Sprengung eingeholt; die Stadlauer Ostbahnbrücke wurde ohne explizite Erlaubnis ebenfalls gesprengt. Bei der Reichsbrücke hatte Adolf Hitler die Sprengung bis zum 11. April 1945 zunächst mehrmals ausgeschlossen und sie erst am 13. April Nachmittag erlaubt, zu einem Zeitpunkt, als der südliche Brückenkopf bereits von der Roten Armee eingenommen war, der nördliche Brückenkopf ohne Deckung in ihrem Feuerbereich lag und die deutschen Truppen, die sich aufs linke Donauufer zurückgezogen hatten, nordwestwärts abzogen, um nicht von der Roten Armee eingeschlossen zu werden. Daher bestand zur Sprengung keine Chance mehr. Die Rote Armee besetzte am Abend des 13. April auch den nördlichen Brückenkopf.
Am 11. April, am Höhepunkt der Schlacht um Wien, waren die russischen Truppen mit Panzerbooten auf der Donau bereits bis zur Reichsbrücke (von den Russen offiziell „Objekt 56“ genannt) vorgedrungen und hatten das Gebiet vernebelt. Sie gingen am rechten Donauufer, etwa 500 Meter nordwestlich der Brücke, an Land und rückten langsam zum Bauwerk vor.
In den Morgenstunden des 13. April deponierte ein Pioniertrupp in einem Wartehäuschen der Straßenbahn, im Bereich der Brückenauffahrt hochexplosives Material für die Sprengung der Brücke. Der Trupp suchte sich einen Unterschlupf in einem Keller im Bereich Schüttaustraße und wartete dort auf weitere Befehle. Entsprechend eines Befehles vom 26. März 1945, der nach der Inbesitznahme der Rheinbrücke bei Remagen durch US-Truppen ergangen war, musste bei allen wichtigen Brücken eine zusätzliche Sprengmunitions- und Zündmittelreserve bereitgehalten werden. 
Um 13:50 Uhr explodierte das Material, wohl durch einen Artillerietreffer. Dabei starb eine größere Zahl deutscher Soldaten, die in der Böschung unterhalb des Wartehäuschens Schutz gesucht hatten. Auch die Besatzungen zweier Panzer, die dort zur Sicherung der Brückenauffahrt in Stellung gegangen waren, starben. Die restlichen deutschen Nachhuten zogen sich kampflos im Schutz der Dunkelheit zurück.
Noch Jahrzehnte später war unklar, wieso gerade die Reichsbrücke nicht gesprengt wurde. Die Rote Armee, die österreichische Widerstandsbewegung O5 sowie Angehörige der Wehrmacht behaupteten später, gerade sie hätten die Sprengung verhindert. Eine Version besagte, dass schon bei der Schlacht am 11. April einige Soldaten der Roten Armee bis zum Brückenkopf gelangt sein sollen, wo sie Sprengleitungen zerstörten. Eine andere Version lautete, dass Rotarmisten unter Führung eines ortskundigen Wiener Kanalarbeiters durch das Wiener Kanalsystem zur Brücke geschlichen seien, um die Sprengung zu verhindern. Klarheit schuf 2012 die Auswertung historischer Quellen mit dem Resümee: Letztlich war es Hitler selbst, der eine Sprengung der Brücke bis zum letzten Augenblick verhindert hatte.
Ein Aktivist der Widerstandsbewegung wies 1945 immer wieder darauf hin, dass in der Reichsbrücke noch gefährliche Sprengladungen eingebaut seien. Schließlich beauftragte das Stadtbauamt das Unternehmen Waagner Biró. Dieses fand 49 Ladungen (Gewicht zwischen 1 kg und 50 kg) und beseitigte sie, ebenso mehr als 50 m Detonier-Zündschnur. Der Sprengmeister schrieb anschließend: Es ist nicht recht verständlich, wieso bei dieser umfangreichen und zeitraubenden Vorbereitung zur Sprengung dieses Objektes eine Sprengung nicht auch tatsächlich zur Ausführung kam. An manchen Stellen waren wohl deutlich Sabotage gegen die Sprengung erkennbar, ohne daß dies allein eine umfangreiche Sprengung hätte verhindern können. Da während der Zeit der Besatzung Zweifel an der Theorie der alleinigen Rettung der Reichsbrücke durch die siegreiche Rote Armee verboten waren, blieb all dies geheim.
Die Reichsbrücke war nun der einzige intakte Donauübergang zwischen Krems und Belgrad. Ihr wurde dadurch ein Symbolstatus zuteil; sie stand als Zeichen für die Widerstandskraft Österreichs.
Die Stadtverwaltung benannte die Reichsbrücke zum Jahrestag der Befreiung Wiens am 11. April 1946 zu Ehren der Befreier in „Brücke der Roten Armee“ um. Aus diesem Anlass ließ die Stadtverwaltung links neben der Brückenauffahrt im 2. Bezirk einen Obelisk (rötlich gefärbter Leichtbeton auf Holzkonstruktion) mit dem Sowjetstern an der Spitze errichten, auf dem in Deutsch und Russisch stand:

„DEM HELDENHAFTEN

GARDELANDUNGSTRUPP

UND DEN MATROSEN

IN DANKBARKEIT

DAS BEFREITE

WIEN“

Der Obelisk wurde nach 1955 entfernt. Die Inschrift wurde nun auf einer Bronzetafel angebracht, die direkt an der Brücke montiert war. Die Brücke wurde per 18. Juli 1956 wieder Reichsbrücke benannt.

### Die Reichsbrücke in der Nachkriegszeit

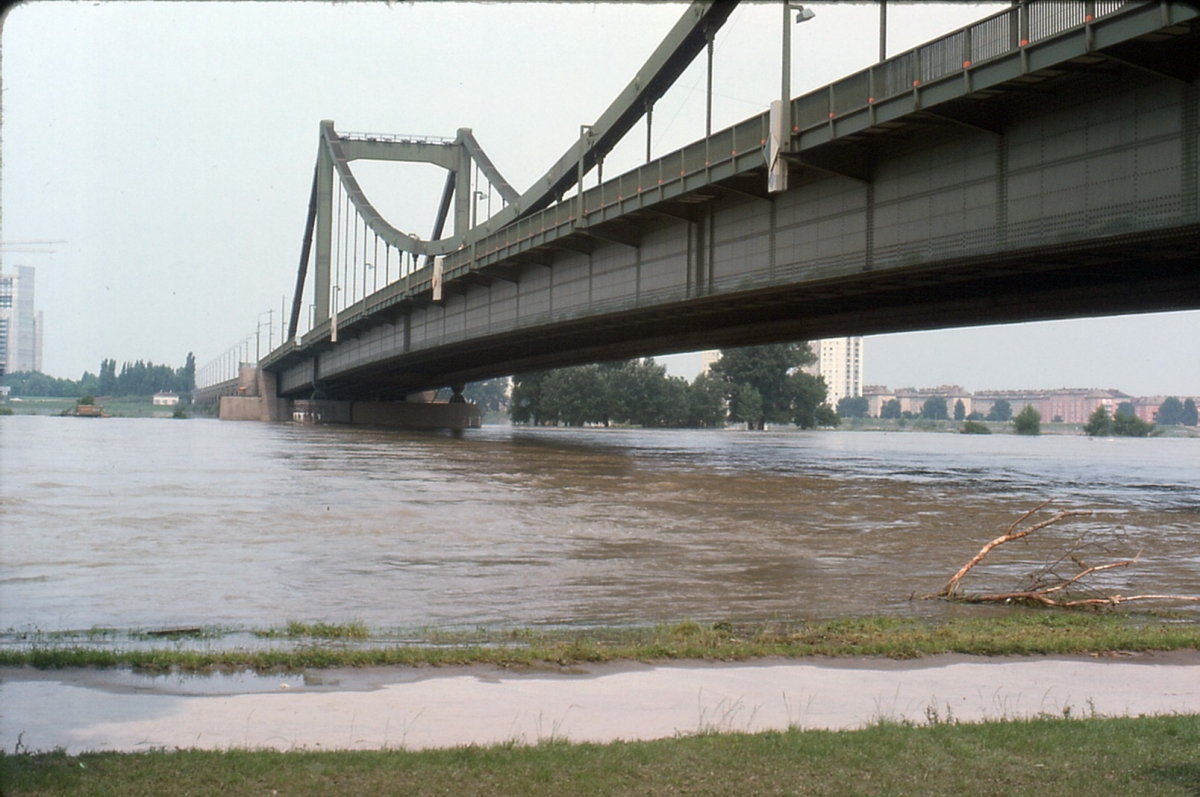
Reichsbrücke, Hochwasser 1975

Bis zum Wiederaufbau der Floridsdorfer Brücke 1946 blieb die Reichsbrücke der einzige Weg, Wien von Nordosten kommend auf der Straße zu erreichen. Obwohl sie nicht gesprengt wurde, erlitt sie dennoch zahlreiche Schäden, in erster Linie durch Granattreffer. 1946 erfolgte die erste Sanierung der Kriegsschäden der Brücke, ab Mai 1947 erfolgten Arbeiten in größerem Umfang. Dabei wurden fünf Hängestangen instand gesetzt und die Gewölbe der Inundationsbrücke repariert. Die Rauchschutzdecke über der Donauuferbahn wurde ausgewechselt. An sieben Kettengliedern mussten insgesamt 26 Lamellen erneuert werden. Dafür wurden Hilfspfeiler auf Schleppkähnen verwendet, die auf der Flusssohle aufsaßen. Die Arbeiten wurden 1952 beendet. Auf der Reichsbrücke war ursprünglich Holzstöckelpflaster verlegt, dieses wurde 1958–1960 durch Granitsteinpflaster ersetzt, wodurch sich für jedes Pylonlager eine zusätzliche Auflast von 4688 kN ergab. Der enorm angestiegene Individualverkehr führte immer öfter zur Behinderung des Straßenbahnverkehrs auf der Brücke; daher wurden die Gleise in den sechziger Jahren durch Sperrlinien zu für den Individualverkehr nicht zugelassenen Fahrbahnteilen erklärt. Nun waren Staus des Autoverkehrs die Folge.

### Brückenprüfung und geplante Instandsetzung
Im Herbst 1975 wurde als Folge einer Bauwerksüberprüfung mit der Vorbereitung einer umfassenden Brückeninstandsetzung begonnen. Geplant waren eine Erneuerung des gesamten Fahrbahnaufbaus mit einem lärmarmen Asphaltbelag, die Erneuerung der beiden Gehwege und ein kompletter Korrosionsschutz der Stahlkonstruktionen. Für das Projekt erfolgte eine intensive Überprüfung durch die MA29 unter Beiziehung eines im Stahlbau renommierten Ziviltechnikers. Die Ausschreibung der gesamten Arbeiten (Generalunternehmerausschreibung) war in Arbeit. Am 30. Juli 1976 – also zwei Tage vor dem Einsturz der Brücke – waren die Prüfer noch in den Brückenträgern unterwegs, um die letzten technischen Details für die Instandsetzung zu klären. Der unerwartete Einsturz beendete das Projekt.

## Reichsbrückeneinsturz 1976

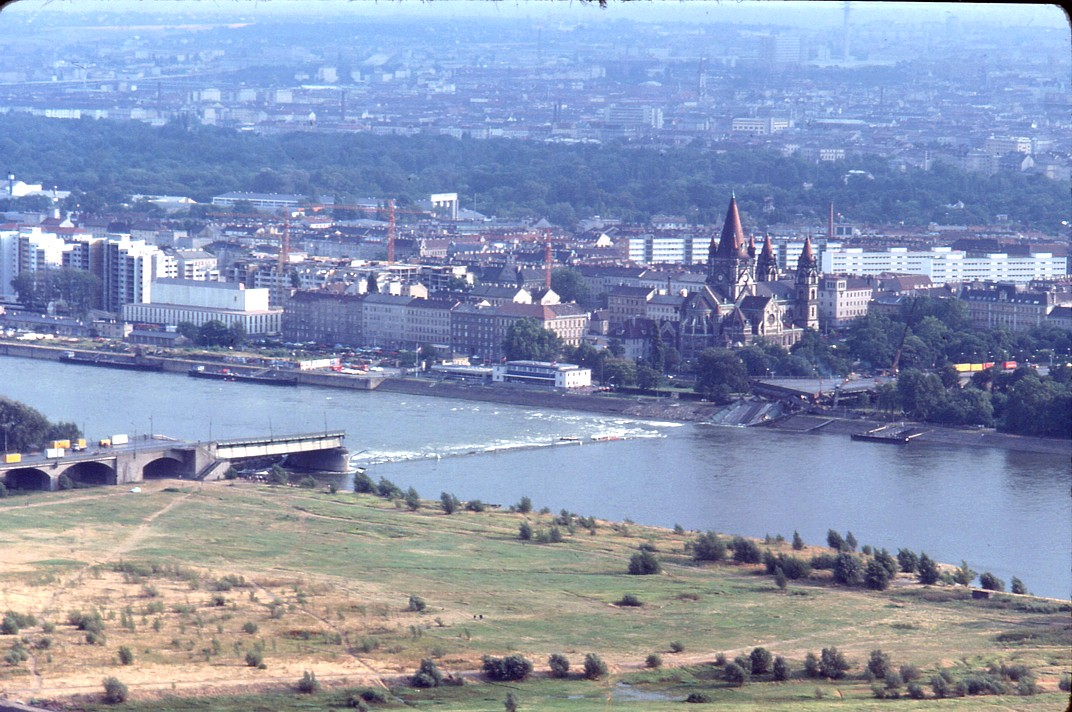
Eingestürzte Reichsbrücke vom Donauturm aus gesehen

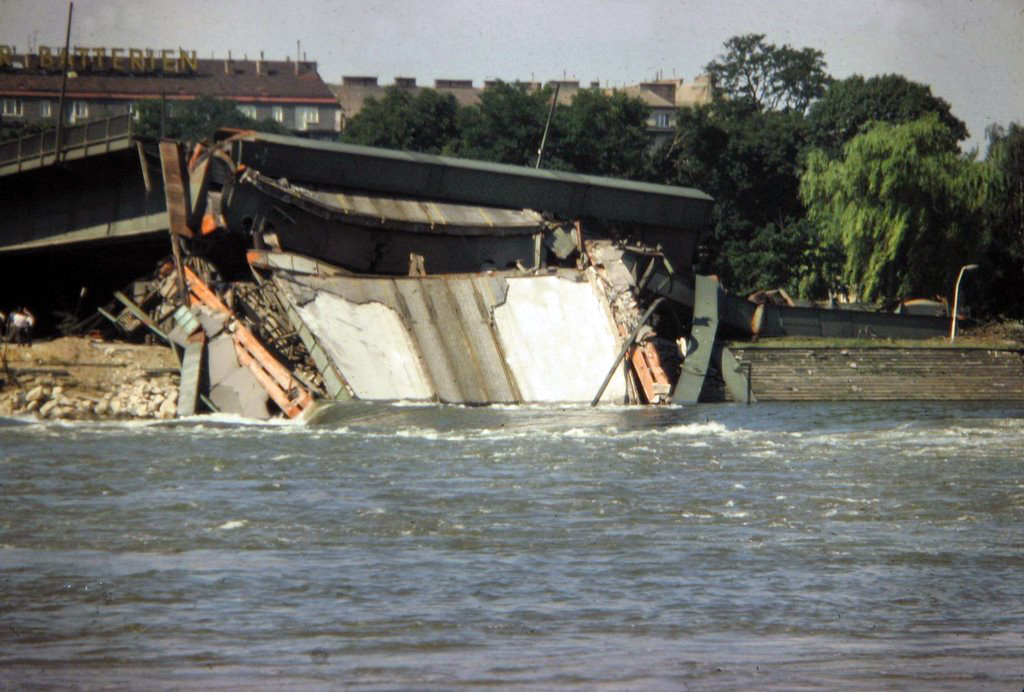
Das südliche, rechte Ufer nach dem Einsturz, Aufnahme August 1976

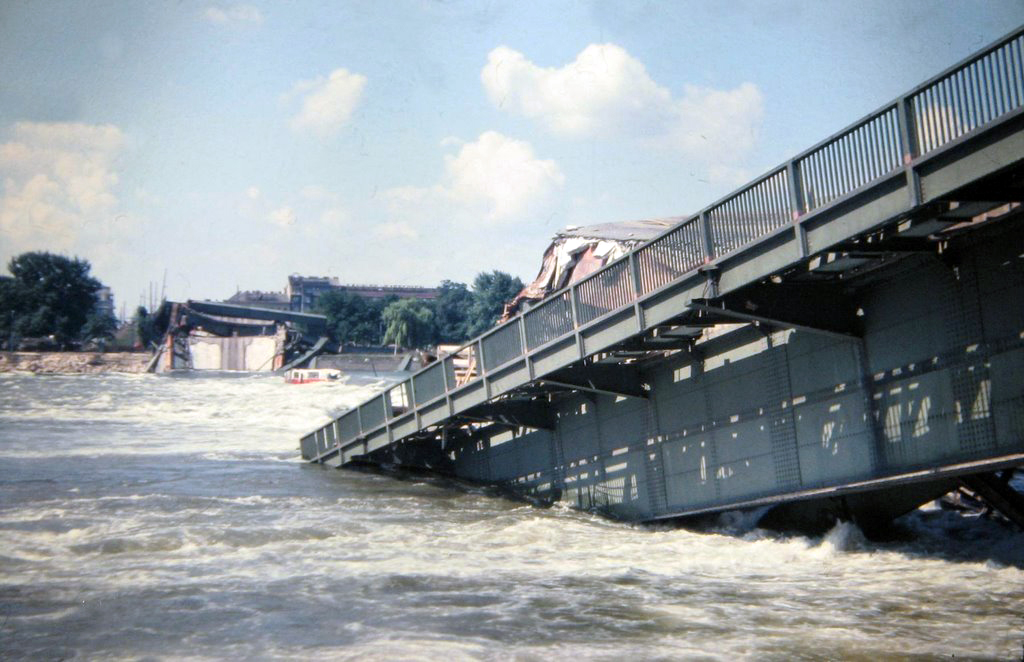
Brückentrümmer am nördlichen, linken Ufer, Aufnahme August 1976

Am Sonntag, dem 1. August 1976, stürzte die Reichsbrücke zwischen 4:53 Uhr und 4:55 Uhr auf beinahe voller Länge der Strombrücke ins Wasser. Die erste Radiodurchsage erfolgte um 5:00 Uhr. Ein Augenzeuge beschrieb den Einsturz so: „Die ganze Brücke hat sich plötzlich einen halben Meter gehoben und ist dann laut krachend auf der gesamten Länge abgesackt.“
Auf der Kaibrücke sowie auf der Inundationsbrücke brach der Träger samt Fahrbahn an mehreren Stellen, beide Brücken hielten jedoch stand. Die Strombrücke selbst brach in drei Teile, wobei der Mittelteil als Ganzes ins Wasser fiel und die beiden Außenteile schräg ins Wasser hingen. Der südseitige Pylon fiel stromabwärts und beschädigte dabei das Heck eines Passagierschiffes schwer; der nordseitige Pylon stürzte in die andere Richtung auf das Überschwemmungsgebiet.
Zum Zeitpunkt des Einsturzes waren sieben Menschen in vier Fahrzeugen auf der Brücke: ein Busfahrer in einem städtischen Gelenkbus, zwei Mitarbeiter des ÖAMTC in einem Pannenhilfe-Fahrzeug, der Lenker eines VW Käfers, welcher mit zwei Mitfahrern unterwegs war und wegen eines abgefallenen Rades die Pannenhilfe beantragt hatte, sowie ein ORF-Chauffeur am Steuer eines Ford Transit. Der Busfahrer stürzte mit seinem Fahrzeug in die Donau, konnte jedoch binnen weniger Stunden unverletzt gerettet werden, da der Bus nicht unterging, sondern auf den Trümmern im Wasser stehen blieb. Die ÖAMTC-Mitarbeiter und die drei VW-Insassen befanden sich auf jenem Teil der Kaibrücke, der zwar brach und sich senkte, jedoch nicht völlig zerstört wurde, so dass sie sich selbst zu Fuß retten konnten. Der ORF-Chauffeur, welcher zuvor noch bei der Panne Hilfe geleistet hatte, wurde in seinem Ford Transit eingeklemmt und am Tag nach dem Einsturz tot geborgen. Er war somit das einzige Todesopfer.
Binnen einer Stunde war ein Viertel aller in Wien verfügbaren Fahrzeuge der Feuerwehr am Einsturzort, es wurde Alarm der Stufe IV gegeben. Auch Polizei, Rettung und Bundesheer waren mit großen Aufgeboten vertreten. Die auf der Brücke befindlichen Wasserleitungen, die den Norden Wiens mit Trinkwasser versorgten, setzten den Handelskai unter Wasser. Zudem wurden Explosionen befürchtet, weil die über die Brücke geführten Gasleitungen gebrochen waren. Es herrschte am Unglücksort tagelang strenges Rauchverbot. Zunächst waren zahlreiche Menschen nördlich der Donau ohne Gas, Strom, Wasser und Telefon. Am 2. August war die Versorgung wiederhergestellt.

### Einsturzursachen

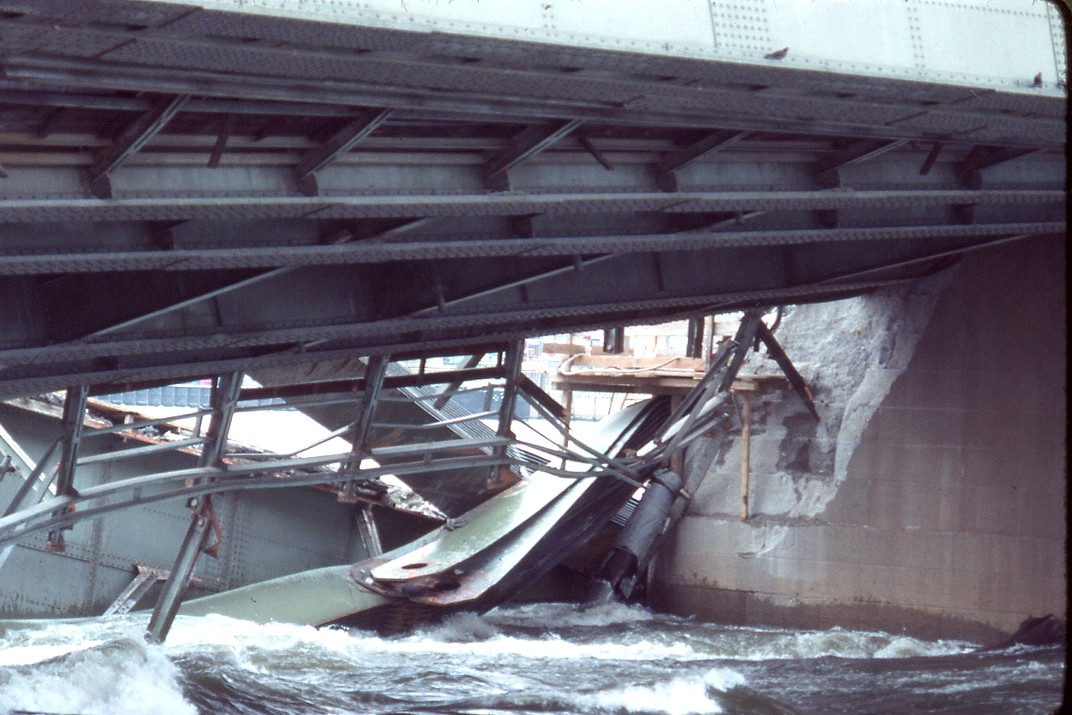
Gebrochener Brückenpfeiler, eine der Ursachen

Bereits kurz nach dem Einsturz erklärte die Wiener Stadtregierung eine Fremdeinwirkung für höchst unwahrscheinlich. Zugleich gab die Stadtregierung bekannt, dass die Brücke im Jahr der Katastrophe insgesamt siebenmal überprüft worden sei, wobei keine erheblichen Mängel hätten festgestellt werden können.
Eine umgehend einberufene Expertenkommission aus Professoren der Technischen Universitäten in Wien und Graz legte am 9. August ihren ersten Zwischenbericht vor, in dem die Einsturzursache grob eingegrenzt wurde: So schieden laut Untersuchungskommission eine Sprengung, Erdbeben, generelle Instabilität, ein Abreißen der Ketten oder Hänger, ein Ausreißen der Verankerungen aus den Widerlagern und die Korrosion eines tragenden Bauteiles als Ursachen eindeutig aus. Laut des Untersuchungsberichtes brach zuerst der nordöstliche Pylon durch Abscheren des Pfeilers knapp unter dem Brückenauflager ein. Der zweite Pylon wurde dann mitgerissen.
Ein halbes Jahr später präsentierte die Kommission ihren 400-seitigen Endbericht, der vom vorläufigen Bericht nicht abwich, sondern ihn nur präzisierte. Die zentrale Aussage des Berichtes bestand darin, dass der Einsturz nicht vorhersehbar gewesen sei, weil eine Vielzahl an Faktoren zusammengewirkt habe und die technischen Mittel 1976 nicht ausgereicht hätten, um all diese Faktoren zu berücksichtigen.
Die Hauptfaktoren lassen sich wie folgt zusammenfassen:
Der Auflagerost, der das gesamte Gewicht der Brückenlager auf die Pfeiler übertrug, lag auf einem Betonsockel ohne Bewehrung. Beim Bau der Brücke war dieser Trägerrost tatsächlich mit minderwertigem Beton ummantelt worden, der Sandbrocken enthielt. Dieser Beton war aber nicht tragend – er hatte nur die Aufgabe, den Auflagerost vor Korrosion zu schützen und die Blechträger zusätzlich zu stützen. Durch die Minderwertigkeit und die nicht ausreichende Verdichtung dieses Füllbetons habe Wasser in den Pfeilersockel eindringen können, was zu einer „fortschreitenden Zerrüttung“ (Kriechen und Schwinden) im Betonsockel führte. Durch Frostwirkung sind im Beton des Pfeilersockels auch Spaltzugkräfte aufgetreten. Die Kommission hielt es für wahrscheinlich, dass es dadurch schon früh zu Rissen im Pfeilerbeton gekommen sei. Weil die Pfeiler mit massiven Granitblöcken umgeben waren, konnte dies bei Überprüfungen nicht festgestellt werden.
Darüber hinaus erkannte die Kommission mehrere Faktoren, die sich ungünstig auswirkten und zum Einsturz beitrugen. Die wichtigsten davon:
- Die Brückenpfeiler waren ungewöhnlich schlank ausgebildet, wodurch die Kontaktflächen der Pfeiler zum Trägerrost äußerst klein waren.
- Die Festlager (jene Lager, die alle horizontalen Kräfte wie Windlast oder Bremskräfte der Fahrzeuge aufnahmen) waren an der stromabwärts gelegenen Pfeilerseite angebracht worden – was sich als ungünstig erwies, weil die Hauptwindrichtung von Nordwest nach Südost verläuft.
- Ursprünglich war die Reichsbrücke als reine Hängebrücke konstruiert gewesen. Weil der weiche Donauboden eine Verankerung der Ketten nicht zuließ, änderten die Planer den Entwurf auf eine in sich verankerte Brücke um, was die Statik des Bauwerks nachteilig veränderte.

### Politische Folgen
Die in der Stadt Wien regierende SPÖ geriet unverzüglich ins Kreuzfeuer der Opposition. Am Tag nach dem Einsturz kündigte die ÖVP an, eine Sondersitzung des Wiener Gemeinderates einzuberufen und dabei die Absetzung des SPÖ-Stadtrates für Planung, Fritz Hofmann, zu verlangen. Politiker von ÖVP und FPÖ forderten den Rücktritt des Bürgermeisters Leopold Gratz, der sich zwar gegen diese Angriffe verteidigte, Stadtrat Hofmann aber nicht in Schutz nahm. Am 5. August gab Gratz in einer internen Sitzung der SPÖ seinen Rücktritt bekannt. Nach Unterredungen mit Bundeskanzler Bruno Kreisky und Verkehrsminister Erwin Lanc zog er diesen jedoch wieder zurück.
Planungsstadtrat Hofmann war am 31. Juli auf Urlaub gefahren und es galt als wahrscheinlich, dass er nichts vom Einsturz der Reichsbrücke wusste. Sein Aufenthaltsort war unbekannt. Hofmann wurde mehrere Tage lang durch Presse und Rundfunk gesucht. Am 5. August gab es ein Lebenszeichen von ihm: Er hatte die vergangenen Tage auf einer Berghütte am Matterhorn verbracht und dabei keine Medien konsumiert. In Zermatt wurde sein Autokennzeichen von einer Schweizerin erkannt, die die Suchaufrufe in einer Schweizer Zeitung gelesen hatte. Hofmann wurde mit einem Flugzeug in Zürich abgeholt; er traf am 6. August in Wien ein und erklärte sofort seinen Rücktritt, der von Bürgermeister Gratz angenommen wurde. Durch den Abschlussbericht der Expertenkommission galt Fritz Hofmann als rehabilitiert; er wurde 1981 erneut als amtsführender Stadtrat berufen.

### Folgen für den Verkehr

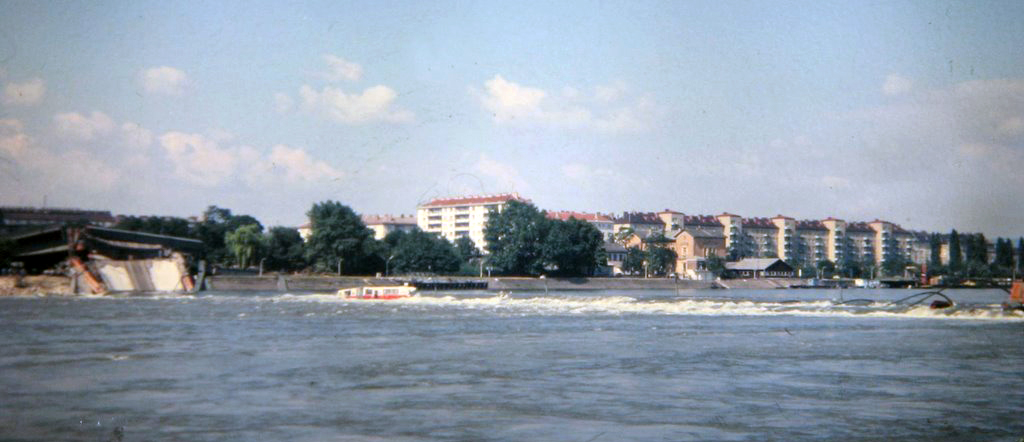
Für den Schiffsverkehr war die Donau unpassierbar, Aufnahme August 1976

Die Reichsbrücke war im Jahr 1976 nicht nur eines der am meisten befahrenen Straßenstücke Wiens, sie überquerte auch eine der wichtigsten Binnenwasserstraßen Europas. Ihr Einsturz wirkte sich daher sowohl auf den Straßen- wie auf den Schiffsverkehr aus.
Noch am Einsturztag wurden bei einer Pressekonferenz erste Maßnahmen für den Straßenverkehr präsentiert. Alle zur Reichsbrücke führenden Straßen wurden gesperrt, die Straßenbahnlinien 25 und 26 über die Schüttaustraße nach Kaisermühlen abgelenkt sowie die Linien B und BK zum Mexikoplatz kurzgeführt. Der Krisenstab der Wiener Stadtregierung ordnete umgehend an, zwei Ersatzbrücken zu errichten: eine für die Straßenbahn sowie eine für den Autoverkehr. Entgegen den Befürchtungen kam es in Wien zu keinem Verkehrschaos.
Während der Personenschiffsverkehr der DDSG schon am Tag nach dem Einsturz problemlos wiederaufgenommen werden konnte, weil die Anlegestellen entsprechend verlegt wurden (die DDSG bot lediglich Fahrten von Wien oder nach Wien an), kam der Erz-, Kohle-, Benzin- und Heizöltransport auf der Donau in den ersten Wochen komplett zum Erliegen.
Am 1. August wiesen die österreichischen Behörden alle ausländischen Schiffe an, stromabwärts fahrend vor Passau sowie stromaufwärts fahrend vor Budapest vor Anker zu gehen. Zwar wurde das Bundesheer beauftragt, am nordseitigen Ufer umgehend eine Schifffahrtsrinne in die Trümmer zu sprengen, jedoch war klar, dass es Wochen dauern würde, bis die Donau wieder regulär befahrbar sein würde.
Auch auf den Bahnverkehr hatte der Einsturz Auswirkungen, da im Bereich der Reichsbrücke die für den Güterverkehr wichtige Donauuferbahn unterbrochen wurde. So wurde noch am 1. August um 17:00 die aufgrund ihres schlechten Zustandes seit 1. Juni 1975 für den durchgehenden Verkehr gesperrte Vorortelinie als Teil der Umgehungsstrecke (via Verbindungsbahn und Donauländebahn) wieder in Betrieb genommen. Indirekt bewirkte der Einsturz der Reichsbrücke eine Verlängerung des Dampfbetriebes auf den Lokalbahnen des Weinviertels, weil so viele Dieselloks wie möglich für den umgeleiteten Güterverkehr in Wien benötigt wurden.
Am 9. August entschied die Stadtregierung, dass kleine und mit ungefährlichen Gütern beladene Schiffe die Einsturzstelle durch den Donaukanal umschiffen durften. Tanker wurden in dem schmalen Gewässer, das am Stadtzentrum vorbeifließt, nicht zugelassen. Am 20. September befuhr das hundertste Schiff den Donaukanal.
Am 26. September durchfuhr erstmals wieder ein Schiff die Donau auf Höhe der Reichsbrücke, am 30. September wurde die Strecke Regensburg–Schwarzes Meer offiziell wiedereröffnet.

### Der Einsturz in Kunst und Medien
Die österreichischen Medien berichteten durchwegs entsetzt über den Einsturz und forderten einhellig politische Konsequenzen, vor allem den Rücktritt des Planungsstadtrats Hofmann. Auch Bürgermeister Gratz sowie die gesamte Stadtregierung wurden scharf kritisiert. Mit der Parole „Einer muss gehen!“, forderte etwa der Wiener Kurier mindestens ein Mitglied der Stadtregierung zum Rücktritt auf.

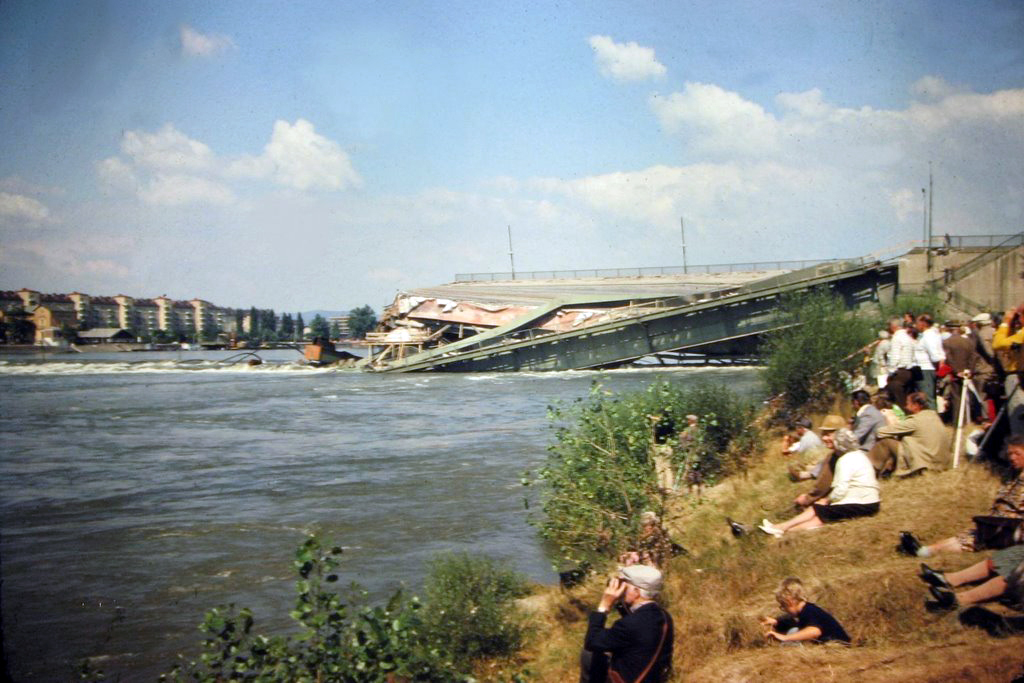
„Brückenschauen“ – Schaulustige säumen das Ufer, Aufnahme August 1976

Die Katastrophe dominierte am 2. August – neben Niki Laudas Unfall auf dem Nürburgring – auch die europäische Medienberichterstattung. Die Neue Zürcher Zeitung etwa wunderte sich über die vielen Schaulustigen: Unter dem Titel Sonntagsvergnügen für Schaulustige berichtete sie über die „Völkerwanderung der Wiener“ zum Ort der Katastrophe: Noch am 1. August pilgerten Tausende zum Ort des Einsturzes, um die im Wasser liegende Brücke und als besondere Attraktion den noch auf ihr stehenden Gelenkbus – im Volksmund schon nach einigen Tagen „Donaubus“ genannt – zu besichtigen.
Das „Brückenschauen“ wurde später Thema des Volkslieds Reichsbrückenmarsch der beiden Wiener Liedersänger Kratochwil und Napravnik auf einer Single, die bald nach dem Brückeneinsturz erschien (Auf der Rückseite der Single befindet sich Donauwies’n). In dem Lied heißt es:

„Heute gemma Bruck’n schaun,

schaut’s wie sich die Leute stau’n

Fremdenführer stengan durt,

man hört so manches fremde Wurt.

Grand Rumores, die Bruck’n ist kapores,

Ladies and Gentlemen

please coming to me

um five Schilling can you looking,

durch my looking-glass this Bruck’n

tomorrow is maybe

the Floridsdorfer Bridge’n hi.“

Das satirische Lied Gratz’s mi! (eine Coverversion des Wolfgang-Ambros-Liedes Zwickt’s mi!) von „Anton Brückenkopf und der Chor der Donaustädter Verkehrsbehinderten“ thematisiert ebenfalls den Einsturz der Brücke. Der Titel ist eine Anspielung auf Bürgermeister Gratz, ebenso wird der Planungsstadtrat Fritz Hofmann und dessen Abwesenheit kritisiert:

„Ein hoher Herr mit Ideal und Sinn für wahre Werte,

macht Urlaub in die Schweizer Berg, dass nennt man echt a Härte!

Was kümmern ihn schon seine Pflichten,

was schert ihn denn, was los in Wien –

nur wichtig is, man kann sich’s richten

und Hauptsach’ dass i vü verdien!

(Ref.) Gratz’s mi, i man i tram!

Des derf ned wahr sein,

wo samma daham! …“

Schon Tage nach dem Einsturz gab es ein reges Geschäft rund um die Brücke, das an einen Devotionalienhandel erinnerte. So wurden etwa Schrauben und Nieten eingesammelt und an Ort und Stelle um 20 Schilling pro Stück verkauft. Eine Trafikantin aus Kaisermühlen kaufte alle Ansichtskarten der Reichsbrücke, die sie bekommen konnte, und verkaufte sie als letzte Souvenirs des eingestürzten Bauwerks.
Später wurde der Einsturz in mehreren literarischen Texten verarbeitet. So schrieben etwa Gert Jonke und Peter Orthofer literarische Essays zur Katastrophe, Ludwig Roman Fleischer widmete der Brücke einen Roman: Die Reichsbrücken-Rhapsodie erschien 1994. Die Lyrikerin Christine Busta widmete der Brücke ein Gedicht namens „Nachruf einer Brücke“, in dem es unter anderem heißt:

„Wehrlos hat sie gewartet,

vergeblich hinausgezögert, verhalten

ist eine menschenleere Stunde

die tödliche Niederkunft“

### Bergung und Wiederverwertung der Brücke

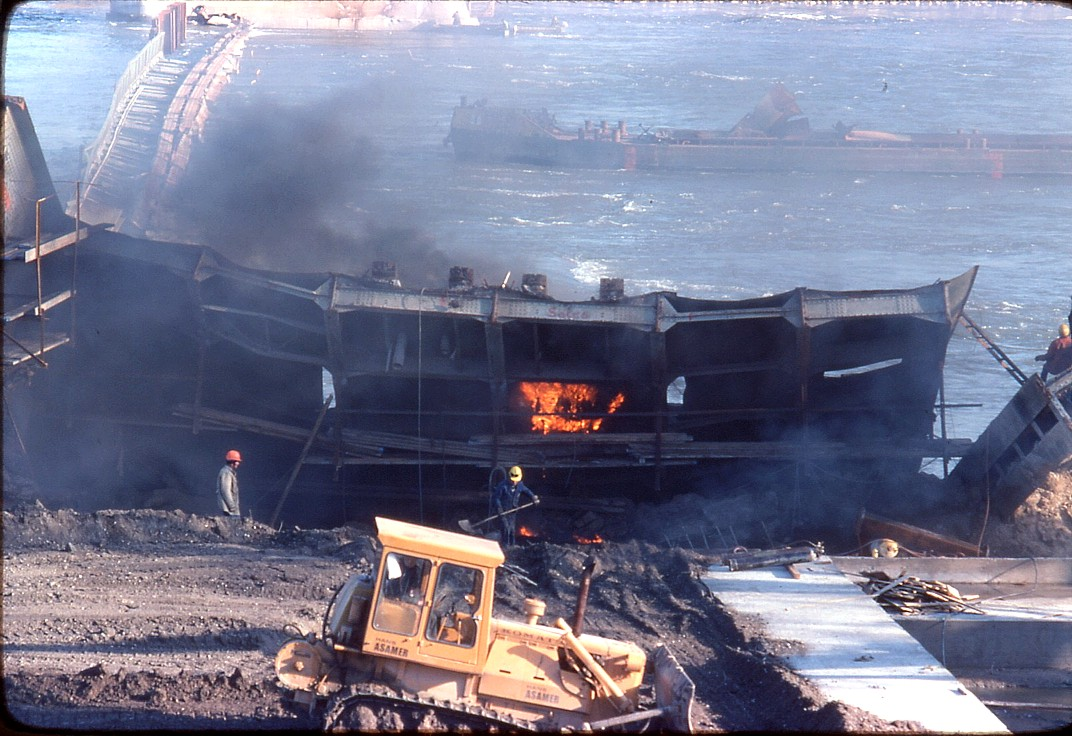
Bergung und Zerteilung der Stahlteile, November 1976

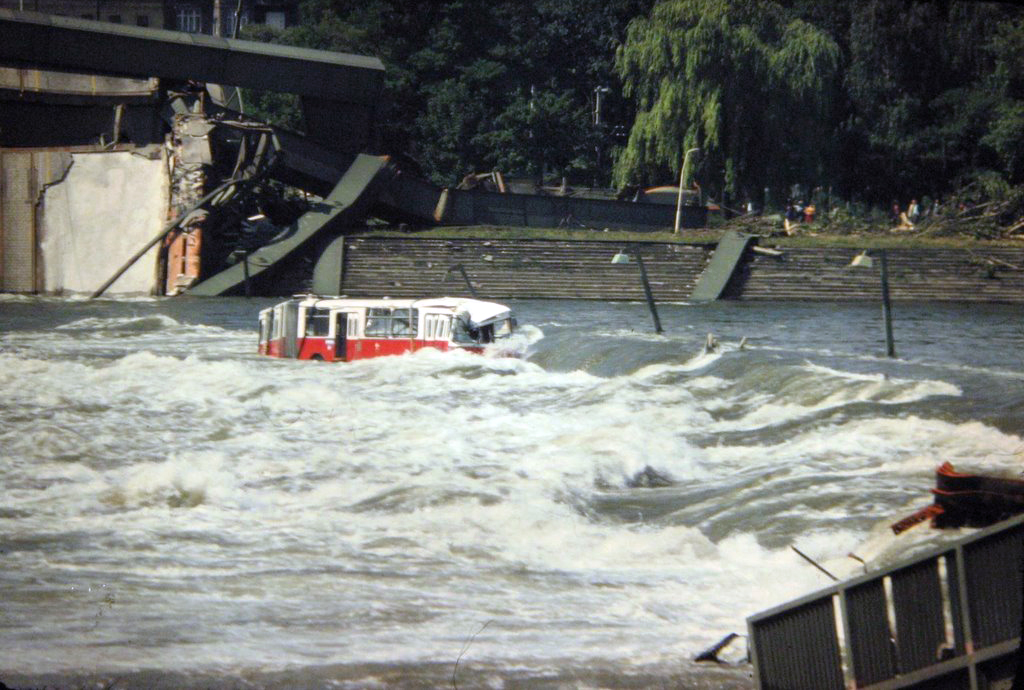
Der berühmt gewordene „Donaubus“, Aufnahme August 1976

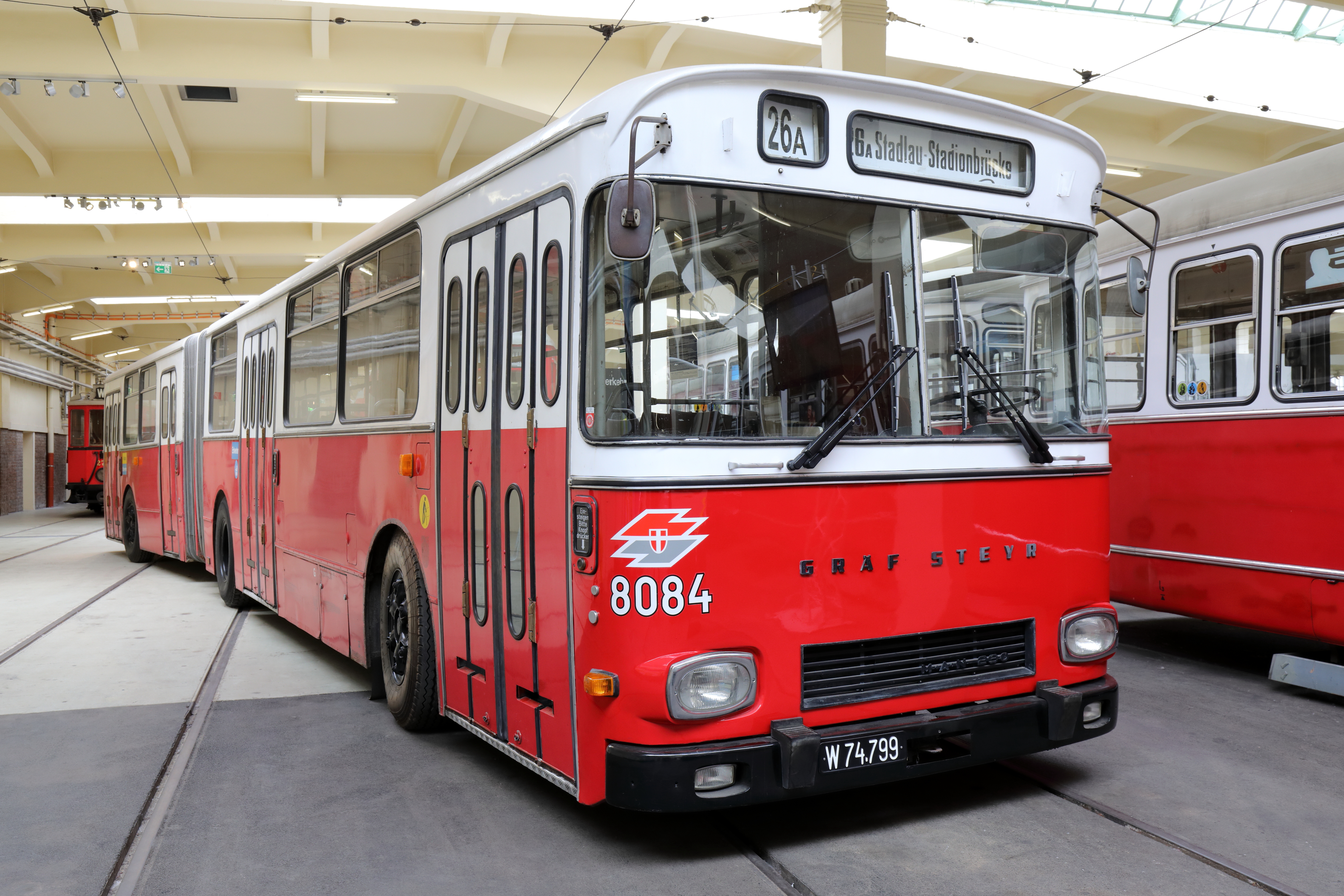
Der abgestürzte Gelenkbus im Verkehrsmuseum Remise

Insgesamt waren 180 Arbeiter in mehreren Schichten an der Bergung der Reichsbrücke beteiligt. Die Arbeiten dauerten bis zum Jänner 1977.
Als Priorität wurden die Brückenteile an den beiden Ufern erkannt, von denen einer die Donauuferbahn blockierte und so den Zugverkehr beeinträchtigte. Erste Bergungsversuche durch das österreichische Bundesheer am 6. August 1976 schlugen fehl: Die Bergepanzer rutschten an den Ufern ab. Auch mehrere Versuche der Feuerwehr, den Boden zu befestigen, scheiterten. Pläne, die schweren Brückenteile am zentrumsseitigen Ufer mit mehreren großen Explosionen zu zerkleinern, wurden nach Probesprengungen wieder verworfen: Die Druckwelle hätte angrenzende Hochhäuser beschädigen können. Am 11. August wurden schließlich insgesamt 40 kleine Sprengungen mit insgesamt 15 Kilogramm Gelatine-Donarit in 120 Bohrlöchern durchgeführt. Die Sprengungen erfolgten im Abstand von je einer Tausendstelsekunde. Danach konnten die zerkleinerten Teile nach und nach geborgen werden.
Deutlich aufwendiger gestaltete sich die Bergung des Mittelteils, der als Ganzes ins Wasser gefallen war. Im Oktober 1976 beschloss die Wiener Stadtregierung, den 240 Meter langen Brückenrest in einem Stück aus dem Wasser zu ziehen: Dafür wurden am zentrumsseitigen Ufer, im Bereich Mexikoplatz, Fundamente für 14 hydraulische Pressen gemauert. Die Maschinen wurden mittels Stahlseilbündeln mit der Brücke verbunden. Ende November 1976 begann die Bergung: Die Brücke wurde in einer stundenlangen Prozedur jeweils 30 Meter an Land gezogen und danach durch Brennschneiden abgeschnitten. Anschließend wurden die Seile an der Brücke neu befestigt und der Vorgang insgesamt siebenmal wiederholt. Am 25. Jänner 1977 war die Bergung abgeschlossen.
Im Brückeninformationscenter der Magistratsabteilung 29 (Brückenbau) ist heute noch ein Teil der Brückenauflage zu besichtigen. Einige Nieten und Schrauben werden im Bezirksmuseum Donaustadt ausgestellt. Der legendäre „Donaubus“ konnte nach der Bergung repariert werden und wurde noch 13 Jahre lang im Linienverkehr eingesetzt. Als betriebsfähiges Museumsfahrzeug wird er im Verkehrsmuseum Remise gezeigt.
Die Stahlteile der Reichsbrücke wurden in den Monaten nach dem Einsturz nach Linz transportiert, wo sie von der Voestalpine eingeschmolzen wurden. Die Beton- und Granitteile wurden teilweise an Ort und Stelle für den Straßenneubau verwendet. Ein Großteil des Brückenbruchs wurde jedoch auf die Mülldeponie Rautenweg im Nordosten Wiens transportiert. Erst vor wenigen Jahren (Stand 2007)  stießen die Arbeiter der Deponie auf etwa 30.000 Tonnen an steinernen und granitenen Überresten der alten Reichsbrücke, über deren genauen Standort keine Aufzeichnungen existiert hatten. Sie wurden freigelegt (Koordinaten: 48° 15′ 35,5″ N, 16° 28′ 46,5″ O) und sollen für den Straßenbau wiederverwertet werden. Aus einem Teil des Granitbruchs machte die für die Müllbeseitigung zuständige Magistratsabteilung 48 (Stadtreinigung und Fuhrpark) 31 Jahre nach dem Brückeneinsturz 500 Reichsbrücken-Gedenksteine für ausgewählte Empfänger. Dazu wurden kleine Granitwürfel aus der alten Reichsbrücke auf Holzbrettern befestigt und an Personen vergeben, die sich in besonderer Art und Weise um die Abfallbeseitigung und den Umweltschutz in Wien verdient gemacht haben.

### Ersatzbrücken

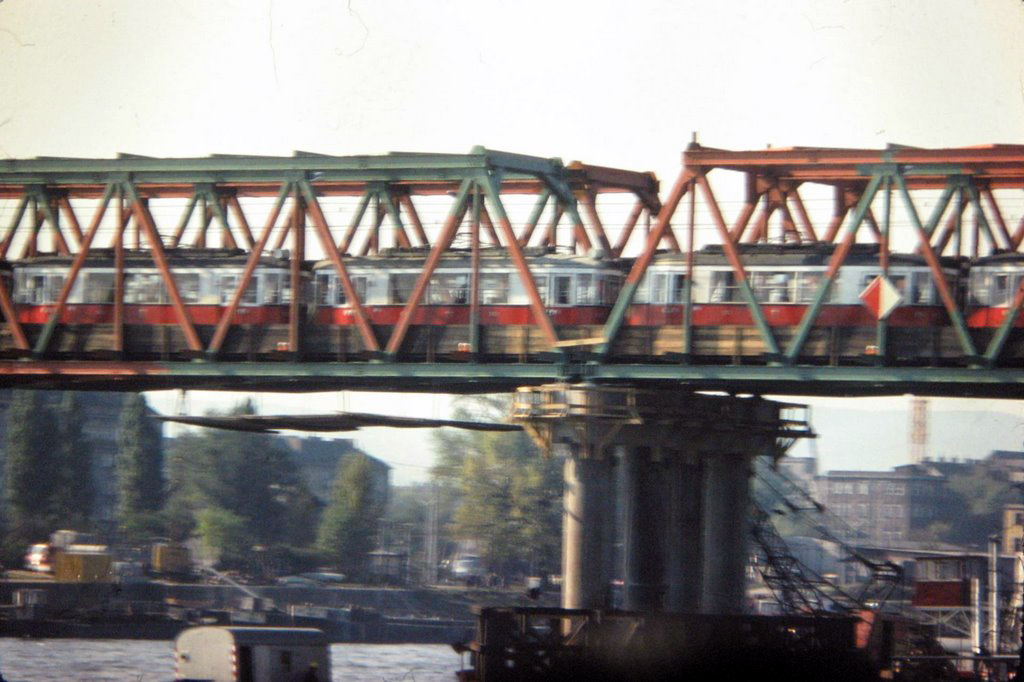
Straßenbahn-Ersatzbrücke über die Donau bei der Belastungsprobe

Noch am 1. August beschloss die Wiener Stadtregierung, zwei Ersatzbrücken über die Donau anzulegen, eine Straßenbahnbrücke sowie eine für den Individualverkehr. Die Pläne waren am 4. August fertig, und das Bundesheer begann am 17. August gemeinsam mit Straßenbaufirmen, die Behelfsbrücken zu errichten. Nach fünf Wochen war eine eingleisige Straßenbahnbrücke fertig, das zweite Gleis wurde einige Wochen später verlegt. Der Bau der Brücke für den Individualverkehr dauerte bis in den Dezember. Die Verkehrswege beider Ersatzbrücken wurden am linken, nördlichen Stromufer in die unbeschädigte Inundationsbrücke „eingeschleift“.
1977 erhielten die Donau-Ersatzbrücken den Stahlbaupreis der European Convention for Constructional Steelwork. Die Jury begründete ihre Entscheidung damit, dass die Brücken demonstrieren würden, „wie mit Stahl als konstruktivem Material eine Katastrophalsituation schnell und sicher wieder beseitigt werden kann“.
Nach dem Abbau wurden die Ersatzbrücken mehrfach bei weiteren Projekten verwendet, so u. a. beim Neubau der Floridsdorfer Brücke und beim Neubau der Brücke der Kremser Schnellstraße S33 über die neue Westbahn östlich von St. Pölten.

## Die dritte Reichsbrücke

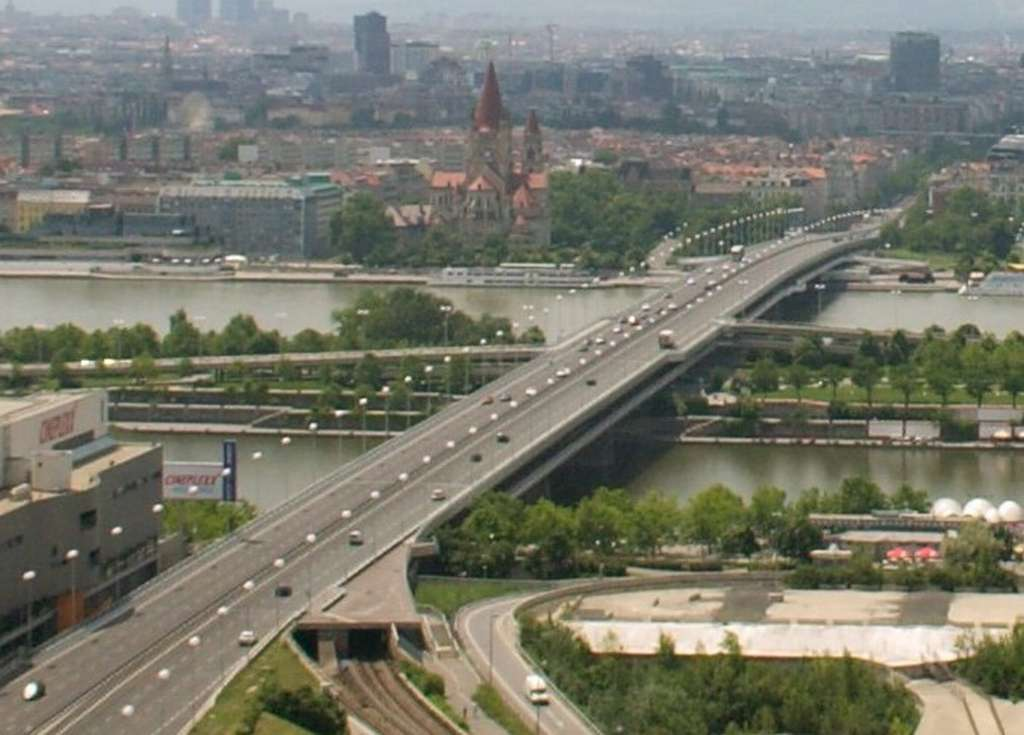
Dritte Reichsbrücke, vom nördlichen, linken Donauufer aus gesehen

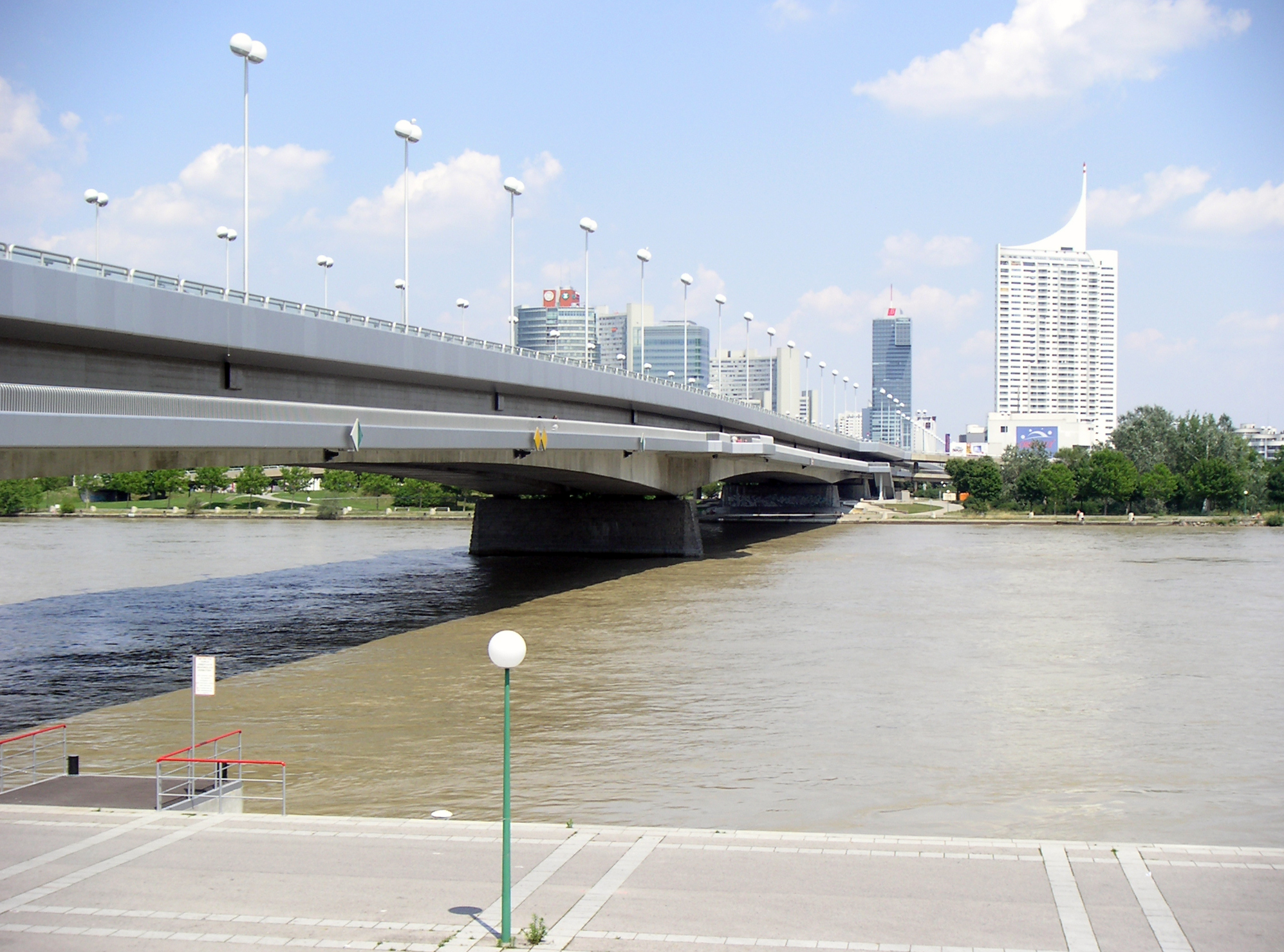
Zentrumsseitiger Teil der Reichsbrücke, über die Donau (Blickrichtung Norden)

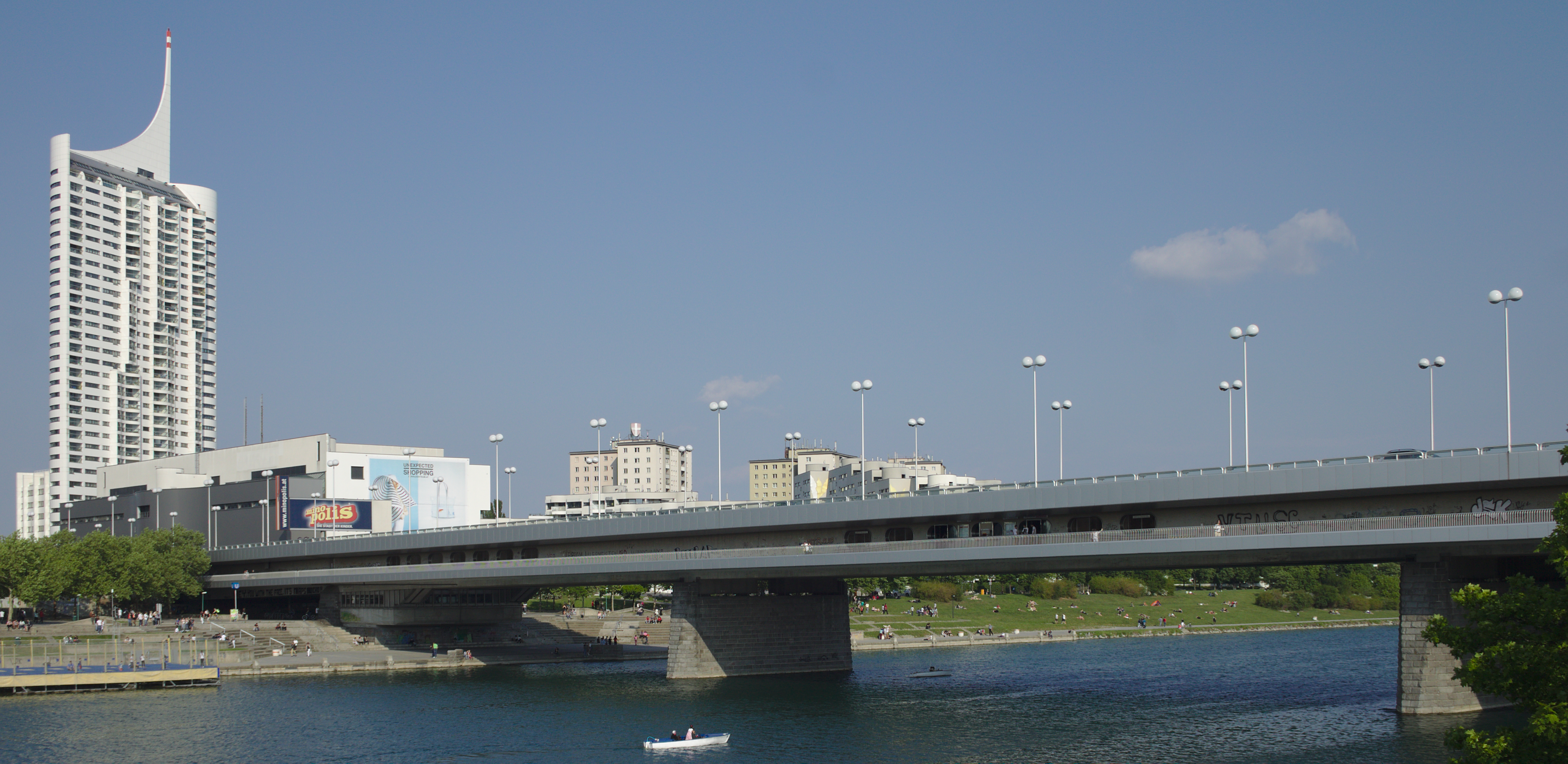
Zentrumsfernerer Teil der Reichsbrücke, über die Neue Donau (Blickrichtung Nordosten)

Die dritte Reichsbrücke wurde am 8. November 1980 eröffnet. Es handelt sich um eine zweigeschoßige Spannbetonbrücke, die aus drei Abschnitten besteht: der Strombrücke über die Donauländebahn, die Donau und die Donauinsel, der Brücke über die Neue Donau sowie der Brücke über die Donauuferautobahn parallel zum Hubertusdamm. Auf dem Oberdeck befinden sich sechs Fahrstreifen für den Straßenverkehr. Auf dem Unterdeck der Brücke verläuft die Wiener U-Bahn-Linie U1 mit der U-Bahn-Station Donauinsel. An beiden Seiten des Unterdecks sind überdachte Fahrrad- und Fußwege angelegt. Wie schon bei der Vorgängerbrücke laufen auch über die dritte Reichsbrücke Rohrstränge für Gas-, Wasser- und Fernwärmeversorgung und Kabeltrassen für Starkstrom und Telefon. Die Brücke ist bereits mehrmals generalsaniert worden.
Die Gesamtlänge der Brücke beträgt 865 Meter, wovon 528 Meter auf das Stromtragwerk über die Donau und die Donauinsel, 213 Meter auf das Tragwerk über die Neue Donau sowie 124 Meter auf das Tragwerk über die Donauuferautobahn entfallen.

### Wettbewerb
Drei Tage nach dem Einsturz der Reichsbrücke setzte der damalige Wiener Stadtbaudirektor Anton Seda einen Planungskreis Reichsbrücke ein, der aus 23 Personen bestand und von Gerhard Gilnreiner geleitet wurde. Die Stadtregierung beauftragte diese Arbeitsgruppe mit der Durchführung der Vorarbeiten für die Projektierung der neuen Brücke.
Vor der Katastrophe war geplant gewesen, direkt neben der Reichsbrücke einen eigenen Donauübergang für die U-Bahn-Linie U1 zu errichten, die nach Kagran verlängert werden sollte. Durch den notwendigen Neubau war dieser Plan hinfällig geworden. Es stand nun fest, dass die neue Brücke den Donauübergang für die U1 gewährleisten sollte. Dies machte auch Straßenbahnschienen auf der Brücke obsolet. Außerdem wurde die Höhe des neuen Tragwerks bei der Ausschreibung hoch genug angegeben, um ein Donaukraftwerk im Raum Wien zu ermöglichen. So musste die Reichsbrücke beim Bau des Kraftwerks Freudenau im Jahr 1998 nicht auf die entsprechenden Stauziele angehoben werden.
Wenige Monate später, im Dezember 1976, begann der internationale Wettbewerb für den Bau der neuen Reichsbrücke. Den Vorsitz der Jury übernahm der Brückenbauexperte Fritz Leonhardt. Bis zum Ende der Einreichfrist, 2. Mai 1977, gaben 19 Planungsteams 31 Projekte zum Wettbewerb ab. Am 13. Juni gab die Jury bekannt, dass fünf Entwürfe in die engere Wahl genommen würden. Die Planer der fünf Entwürfe wurden zu einer gemeinsamen Diskussion eingeladen, um über Vor- und Nachteile aller fünf Einreichungen zu sprechen. Am 17. Juni schließlich gab die Jury ihre Entscheidung bekannt. Mit acht gegen fünf Stimmen in direkter Abstimmung hatte das Projekt mit dem Namen „Johann Nestroy“ die Unterstützung der Jury. Mit 564 Millionen Schilling geplanter Baukosten war dieses Projekt das billigste von den fünf Projekten in der Endauswahl. Die Planungsgruppe bestand aus den Architekten Norbert Kotz aus Wien und Heikki Siren aus Helsinki, dem Bauingenieur Alfred Popper sowie den Bauunternehmen Hofmann & Maculan, Züblin, Negrelli, E.Hamberger und Stuag.

### Konstruktion
Das Projekt sah eine Brücke vor, die sich – obwohl sie durch die Aufschüttung der Donauinsel streng genommen zwei verschiedene Flüsse überqueren würde – als einheitliches Bauwerk präsentierte. Dies sollte ihren verbindenden Charakter betonen. Die Planer sparten bewusst hohe Aufbauten auf der Brücke aus: Sie sollte sich der städtebaulichen Umgebung unterordnen.
Der Entwurf der Planungsgruppe wurde nur mehr in Details abgeändert. Die wesentliche Konstruktion blieb erhalten: Die Reichsbrücke ist eine zweigeschoßige Balkenbrücke aus Spannbeton. Die größte Spannweite über die Donau beträgt 169 Meter, über die Neue Donau sind es 76 Meter. Die maximale Fahrbahnbreite beträgt 26,10 Meter. Im Querschnitt besteht das Bauwerk über seine ganze Länge aus einem Überbau mit zwei Hohlkästen. In jedem findet ein Streckengleis der U-Bahn Platz. Die seitlichen, überdachten Fußgängerbereiche im Unterdeck sind auf der auskragenden Bodenplatte des Hohlkastens angeordnet. Im Hauptfeld über der Donau ist der Brückenüberbau gevoutet ausgeführt, die maximale Bauhöhe beträgt 8,8 Meter über dem Strompfeiler, die minimale Bauhöhe 5,5 Meter.

### Bau

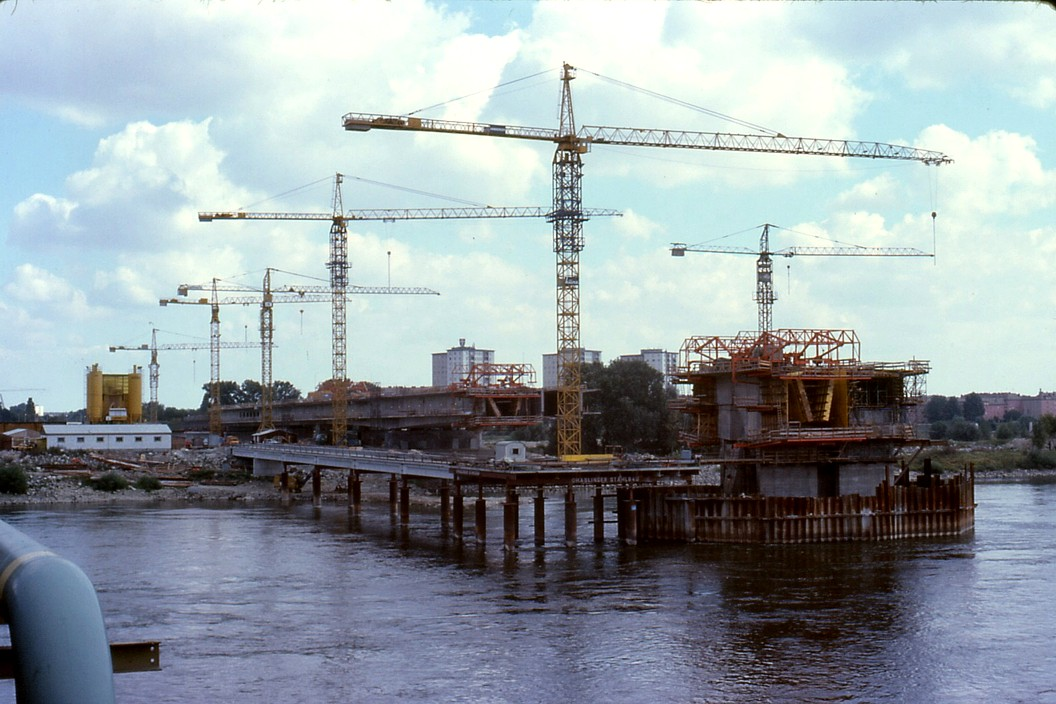
September 1979, Bauarbeiten am linken Donauufer

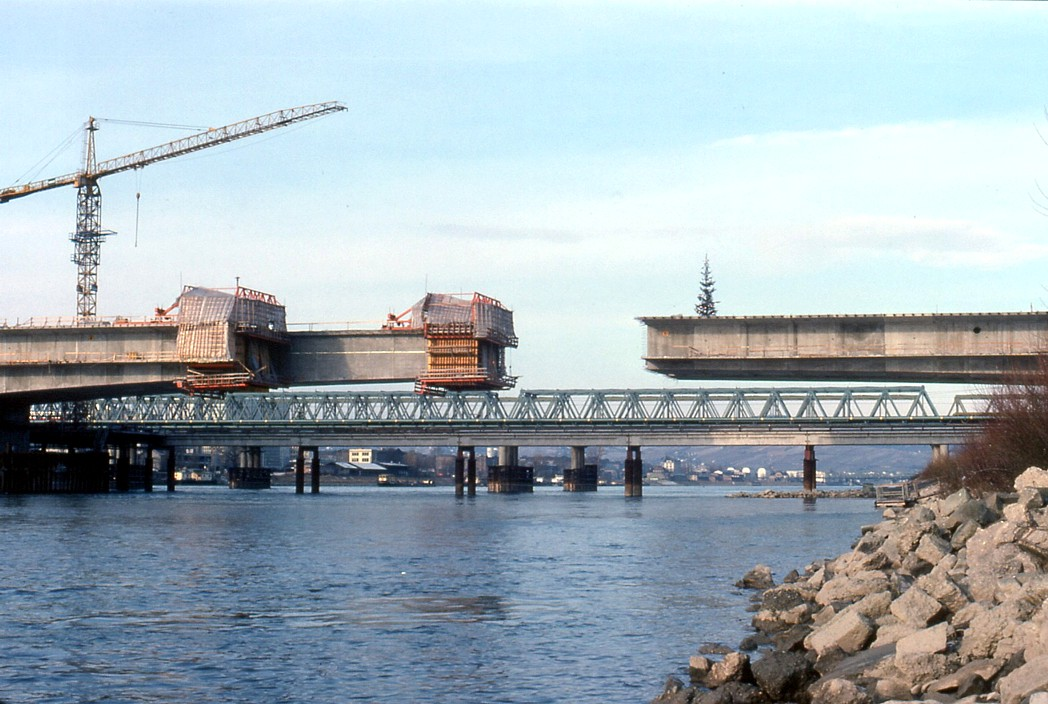
Dezember 1979, hinter der in Bau befindlichen Brücke sind flussaufwärts die beiden Ersatzbrücken zu sehen

Mit dem Bau wurde im Jänner 1978 begonnen. Geplant war der Spatenstich ursprünglich für November 1977 gewesen, doch es kam zu Meinungsverschiedenheiten zwischen Vertretern der Stadt Wien und der Bundesregierung über die Aufteilung der Kosten am Bau. Man einigte sich schließlich darauf, die Kosten zu je 50 Prozent zwischen Bund und Wien aufzuteilen. Am Bau waren fünf Firmen beteiligt: Hofman & Maculan, Züblin, Negrelli, E.Hamberger und Stuag.
Die neue Reichsbrücke wurde in der Achse der eingestürzten Brücke errichtet. Für die Unterbauten der neuen Brücke wurden sowohl das Widerlager als auch der alte Pfeiler am rechten Ufer nach gründlicher Sanierung wiederverwendet. Die Konstruktion der Brücke erfolgte im freien Vorbau. Das bedeutet, dass die Brücke Stück für Stück von drei Ufern (Nordufer, Südufer sowie der an dieser Stelle bereits fertig aufgeschütteten Donauinsel) Richtung Flussmitte hergestellt wurde und die Enden der Brücke sozusagen frei in der Luft schwebten.
Der Bau des einzigen Strompfeilers geschah mittels Pfahlgründung. Zu diesem Zweck wurde in der Donau vom südlichen Donauufer her eine Dienstbrücke errichtet, die 140 Meter lang war und bis zur Strommitte reichte. Eine Stahlplattform im Ausmaß von 23 mal 23 Meter am stromseitigen Ende der Brücke ermöglichte den Baufahrzeugen das Wenden. Im Schutz eines Fangdammes und mehrerer stählerner Spundwände wurden 37 Bohrpfähle von je 1,50 Meter Durchmesser bis in eine Tiefe von 28 Meter abgeteuft. Danach wurde der Pfeiler eingesetzt und mit Granitsteinen verkleidet. Die beiden Pfeiler der Brücke über die Neue Donau konnten auf dem Trockenen gebaut werden, weil der Entlastungskanal, den die Brücke heute überquert, erst 1988 fertiggestellt wurde. Während der Bauarbeiten kamen zwei Menschen bei Arbeitsunfällen ums Leben.
Im Oktober 1979 stießen Bauarbeiter auf einen Pfeiler der alten Kronprinz-Rudolf-Brücke, der ersten Reichsbrücke. Er war durch natürliche Veränderungen aus dem Strombett „herausgewachsen“ und verursachte eine Untiefe im Strombett. Das Bundesstrombauamt beschloss, die Untiefe mittels Baggerarbeiten zu beseitigen. Ansonsten verlief der Bau nach Plan: Der sogenannte Brückenschlag (die Verbindung der drei im freien Vorbau errichteten Tragwerksteile) konnte wie geplant am 6. Mai 1980 vorgenommen werden. Kurz nach 7:00 Uhr früh setzten Bürgermeister Leopold Gratz und Bautenminister Karl Sekanina symbolisch den Schlussstein der Brücke. Die Arbeiten dauerten noch bis November 1980 an.
Die modernen, kugelförmigen Straßenlaternen an den Seiten sollten für einen Boulevard-ähnlichen Charakter sorgen. Die markanten Beleuchtungskörper stammen vom Unternehmen Austria Email AG, welches dafür 1980 den Staatspreis für gute Form erhielt.

### Eröffnung

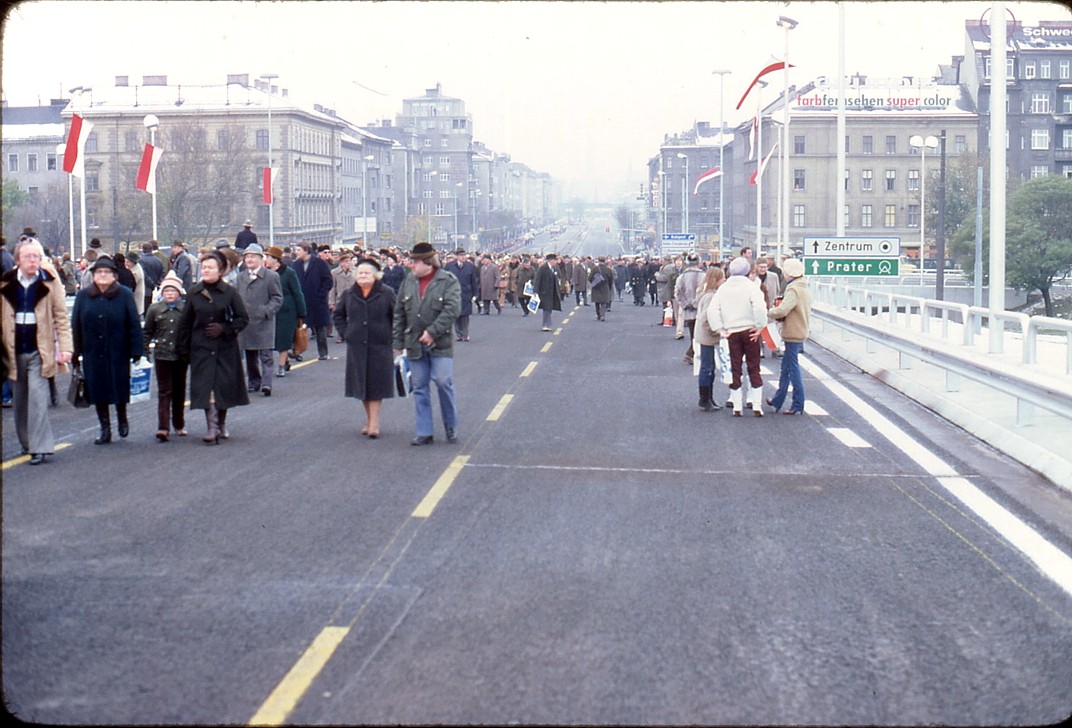
Eröffnung der Reichsbrücke am 8. November 1980

Drei Tage vor der offiziellen Eröffnung der Brücke sprach Stadtrat Heinz Nittel bei einer inoffiziellen Präsentation davon, dass die Brücke insgesamt 914 Millionen Schilling gekostet habe und dass 50.000 Kubikmeter Beton, 3.100 Tonnen Bewehrungsstahl und 2.400 Tonnen Spannstahl verbaut wurden. Er gab außerdem bekannt, dass sich die Stadt Wien gemeinsam mit dem Bautenministerium auf eine direkte Abfahrt von der Brücke auf die Donauinsel geeinigt habe. Die Benützung dieser Abfahrt ist jedoch bis heute Einsatzfahrzeugen, Radfahrern und Fußgängern vorbehalten.
Die offizielle Eröffnung der Brücke erfolgte am 8. November 1980 vor einem Publikum von etwa 10.000 Menschen. Bundespräsident Rudolf Kirchschläger, Bürgermeister Gratz, Bautenminister Karl Sekanina und Erzbischof-Koadjutor Franz Jachym waren bei der Eröffnung anwesend und hielten Ansprachen. Alle Redner sprachen vom Einsturz. Kirchschläger stellte moralische Überlegungen an: „Waren auch andere Pfeiler in unserem Leben so hohl, dass sie im Morgenlicht zerbrechen können?“ Bevor der Erzbischof die Brücke weihte, sagte er in seiner Festansprache: „Ich war auch bei der Eröffnung der alten Reichsbrücke dabei und habe ähnliches Lob für die Leistungen gehört. Zu rasch waren die Worte damals verhallt, und auch der Segen der Kirche konnte die Ereignisse der Jahre danach nicht verhindern.“
Die Eröffnung wurde begleitet von Sonderausgaben von Tageszeitungen, die direkt auf der Brücke verteilt wurden. Die Arbeiter-Zeitung stiftete Tausende von Rosen, ein Torten-Modell der Brücke wurde angefertigt und angeblich in 400 Portionen zerteilt und verteilt. Laut Augenzeugenberichten soll es zu Rangeleien um ein Stück des Eröffnungsbandes gekommen sein, die von der Polizei geschlichtet werden mussten. Nach Ende der offiziellen Feierlichkeiten überquerten Tausende Fußgänger die neue Brücke. Danach, um etwa 12 Uhr mittags, wurde sie für den Straßenverkehr freigegeben.

### U-Bahn-Eröffnung

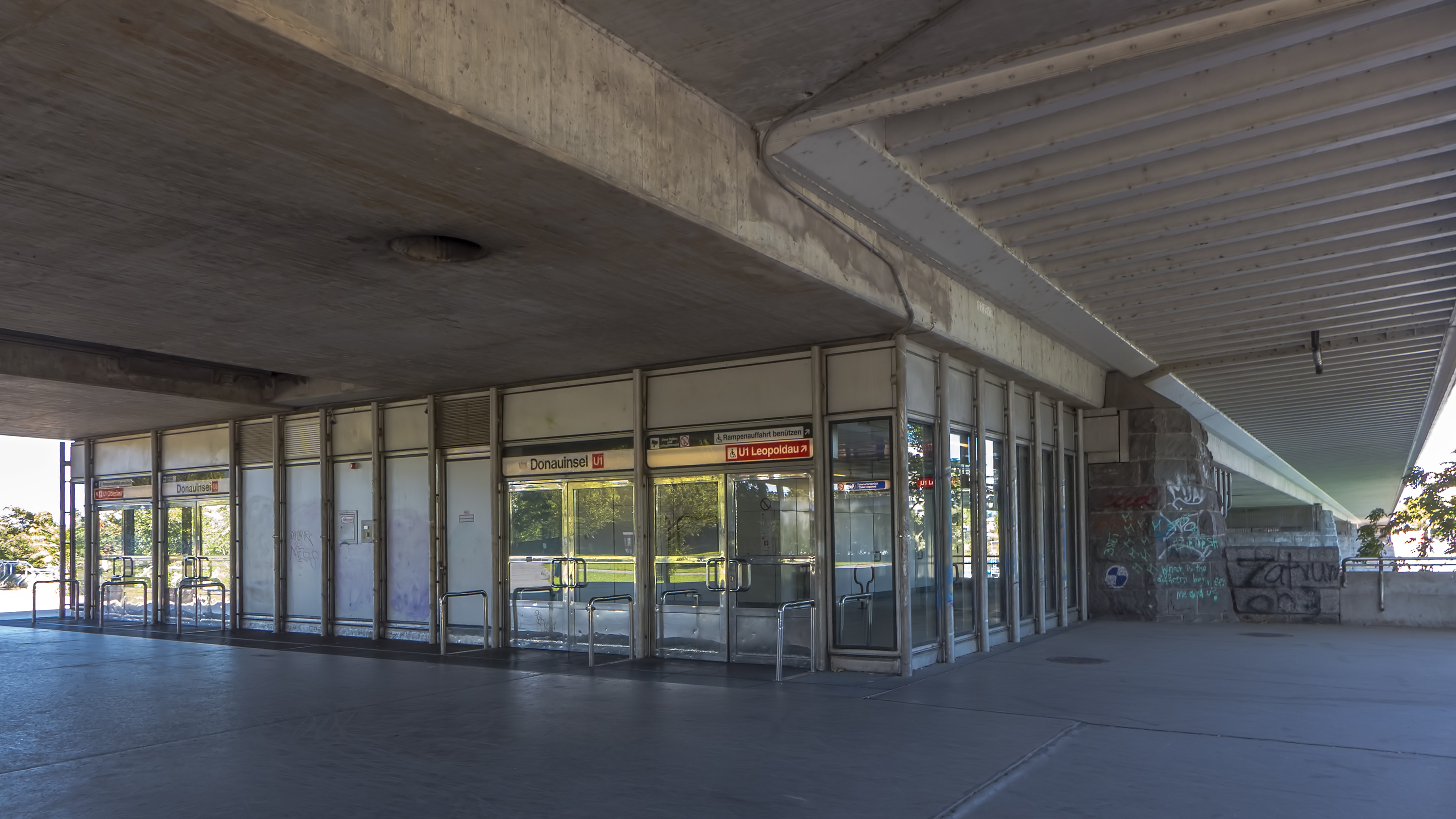
Die U-Bahn-Station „Donauinsel“ unter der Reichsbrücke

Während der Straßenverkehr seit 1980 über die neue Reichsbrücke geleitet wurde, musste der öffentliche Verkehr weiterhin über die Ersatzbrücke geführt werden. Die Eröffnung der U1 Richtung Kagran war für Herbst 1982 geplant.
Im März 1982 berichteten mehrere Tageszeitungen, dass es zu Problemen bei den ersten Probefahrten der U-Bahn über die Reichsbrücke gekommen sei. Schwingungen, die von den Zügen verursacht würden, seien für die Brücke gefährlich. Deshalb könne nur ein sehr eingeschränkter U-Bahn-Betrieb erlaubt werden. Am 8. März berief Planungsstadtrat Hofmann eine Pressekonferenz ein, bei der er dieses Gerücht als unwahr widerlegte. Es stellte sich heraus, dass ein anonymer Anrufer die Tageszeitungen offenbar mutwillig zu diesen Zeitungsenten animiert hatte.
Der erste mit Fahrgästen besetzte U-Bahn-Zug passierte am 3. September 1982 um 17:30 Uhr die Reichsbrücke. Am selben Tag verkehrte zum letzten Mal ein Straßenbahnzug an dieser Stelle über die Donau, der Betrieb der Straßenbahnlinien 25 und 26 über die Donau wurde am 4. September eingestellt. Die Linien selbst blieben im 22. Bezirk erhalten. Die beiden Ersatzbrücken wurden im März 1983 abgebrochen.

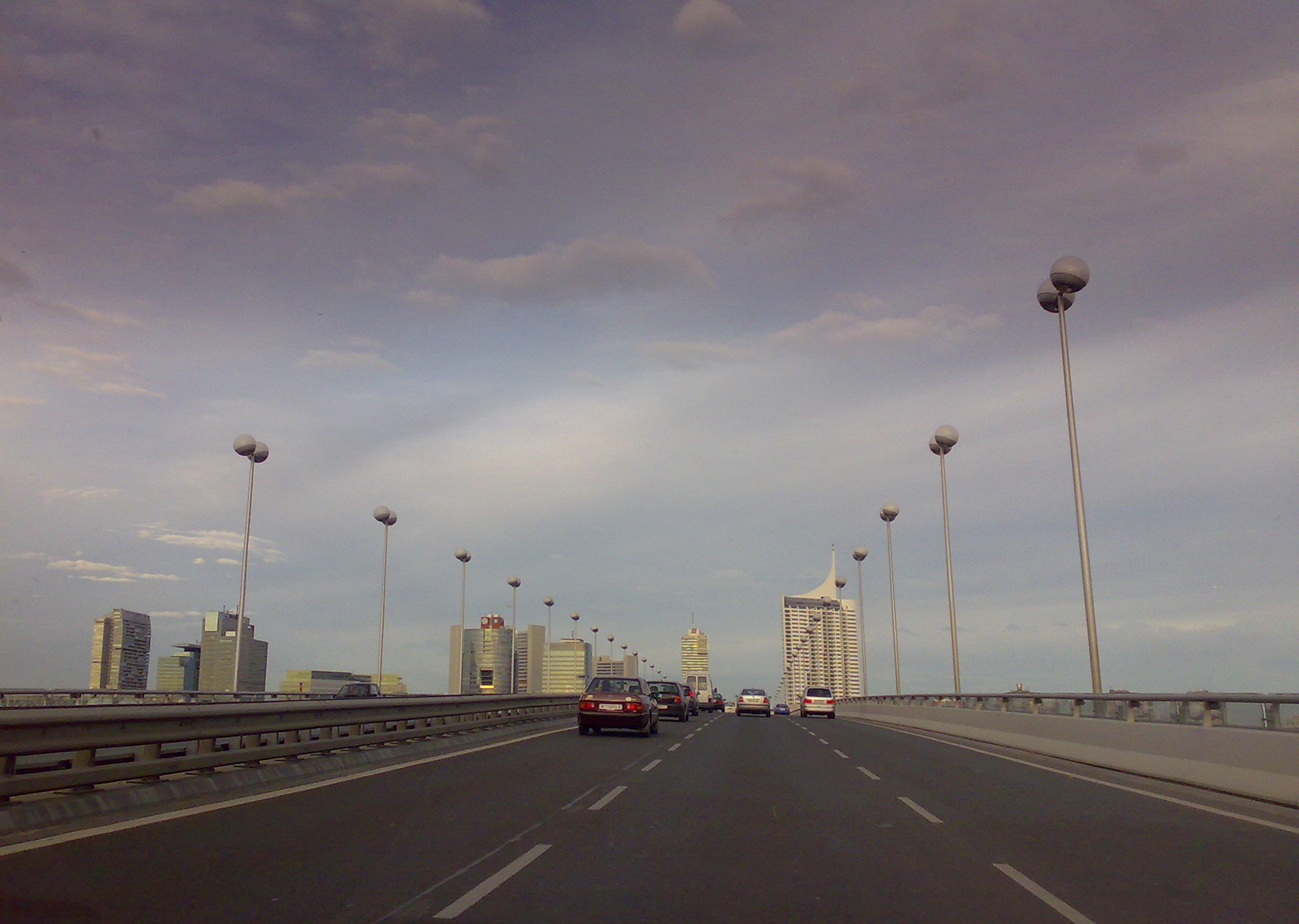
Auf der Fahrbahn der Reichsbrücke, Fahrtrichtung Kagran.

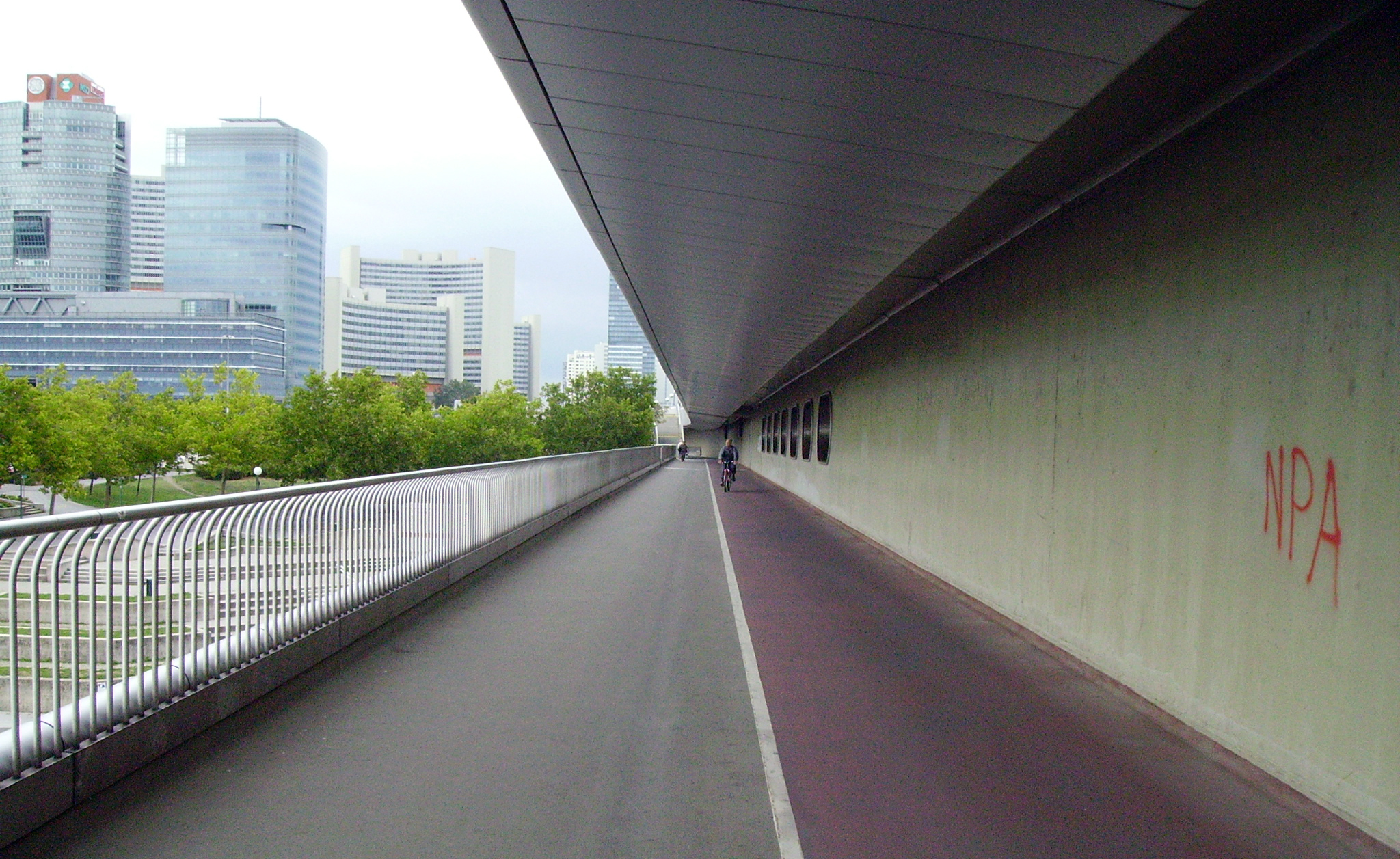
Getrennter Geh- und Radweg auf der Reichsbrücke nach der Verbreiterung. (Westseite mit Sicht auf die Donau City und das Vienna International Centre.)

### Instandsetzung und Umbau
In den Jahren 2003 bis 2005 wurde die Reichsbrücke mit Projektkosten von 30 Mio. € instand gesetzt und umgebaut. Dabei wurde der komplette Fahrbahnbelag samt Abdichtung erneuert. Die beiden Richtungsfahrbahnen wurden mit Stahlleitwänden System H2 (getestet für Busanprall mit 70 km/h) neu gesichert. Die auf der Brücke stadteinwärts in Höhe linker Donaudamm vorhandene Bushaltestelle wurde umgebaut, 2 zusätzliche Haltestellen wurden im Bereich der beiden Rampen zur Donauinsel neu errichtet. Eine neue effiziente und stromsparende Beleuchtung wurde hergestellt.
Die beiderseits der U-Bahntrasse angebrachten 3,65 Meter breiten Tragwerke für den Fuß- und Radverkehr wurden abgebrochen und durch Stahlkonstruktionen mit jeweils 5,27 Meter Breite ersetzt. Durch die Verbreiterung der getrennt geführten Geh- und Radwege wurden die ursprünglichen Einrichtungsradwege (östlich stadtauswärts nach Norden; westlich stadteinwärts nach Süden) jeweils in beide Fahrtrichtungen für den Radverkehr geöffnet. Durch Rampen auf beiden Seiten wurden behindertengerechte Zugänge geschaffen. Das Fußgänger-Wegesystem umfasst nun eine Fläche von 10.000 Quadratmeter.
Die Tragwerksuntersichten wurden so wie die Brückenrandkonstruktionen (Bedienungswege der Fahrbahnen ebenso wie Geh-/Radwege samt Rampen und Stiegen) in modernster Leichtbauweise mit Sandwichplatten aus Aluminium und Kunststoff verkleidet – das ursprüngliche Erscheinungsbild der Brücke wurde in Abstimmung mit Architekt Norbert Kotz (Architekt beim Neubau) unter gleichzeitig wesentlicher Gewichtseinsparung beibehalten. Dieser Optik wurden auch alle neuen Rampen und Stiegen untergeordnet.
Ein Novum ist die umfassende Abstimmung mit den Blindenverbänden – in der kompletten Geh- und Radwegebene erfolgte bei allen Stiegenabgängen und Rampen ebenso wie bei den Stationszugängen der U1 eine taktile Kennzeichnung der jeweiligen Ziele auf den Holmen der Geländer. Leider wurden diese mehrfach durch Vandalen beschädigt. Weiters hat die MA29 im Wege des Wiener Blindeninstituts 2.000 taktile Pläne des Wegenetzes von Mexikoplatz bis Schüttaustraße in Auftrag gegeben und bezahlt.
In Abstimmung mit den Veranstaltern konnte dank effizienter Projekt- und Bauablaufplanung trotz laufender Baustelle auch in der Bauzeit – natürlich mit reduzierter Nutzbreite – jedes Jahr der Vienna City Marathon durchgeführt werden.

### Brückenbetrieb

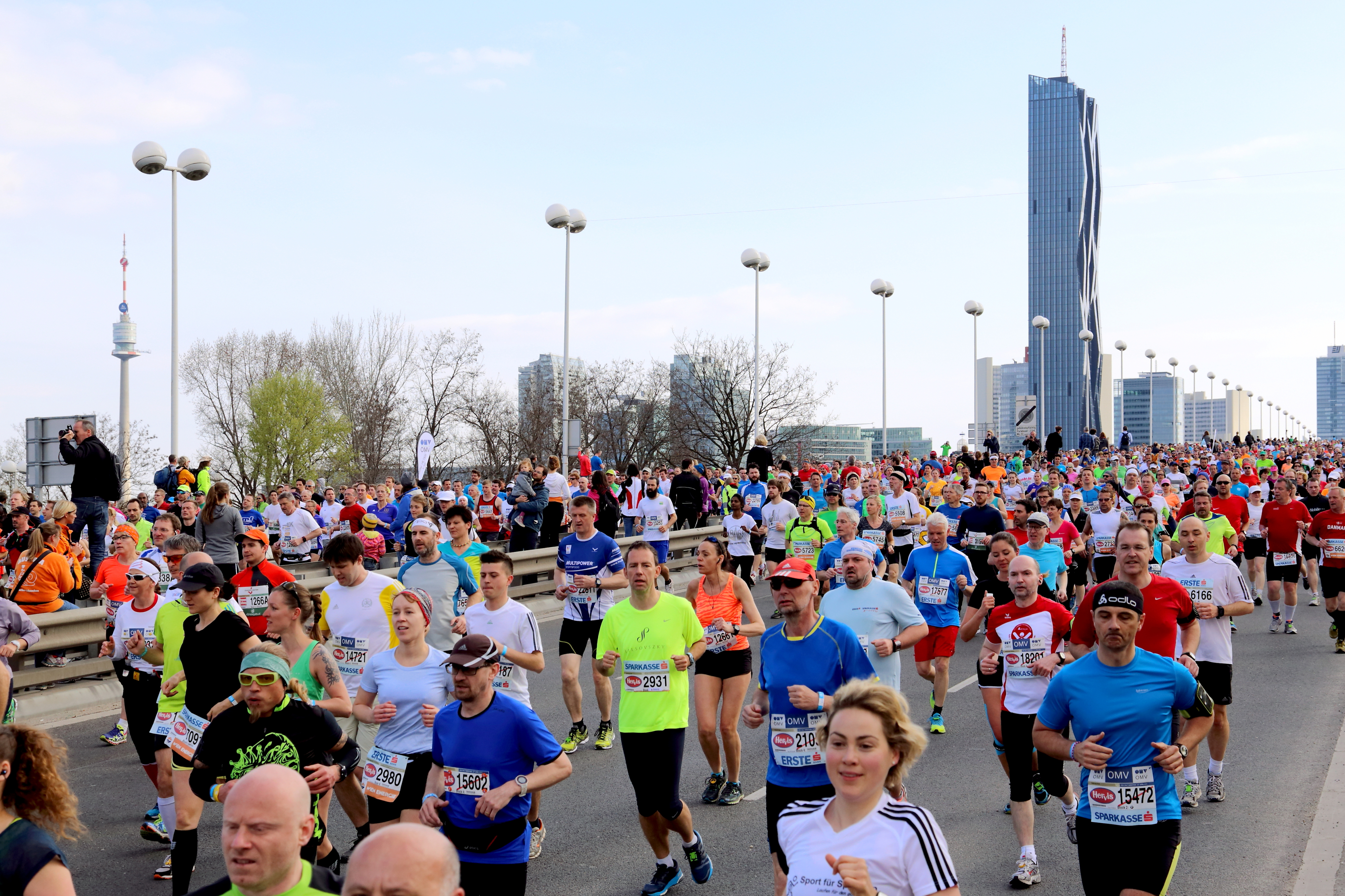
Vienna City Marathon 2015 auf der Reichsbrücke

Die Brücke stellt eine der wichtigsten Verbindungen der Wiener Innenstadt mit den Stadtteilen am linken Donauufer und dem Umland im Nordosten Wiens dar. Auf der Reichsbrücke befinden sich außerdem Zugänge zum Naherholungsgebiet Donauinsel sowie am zentrumsferneren Brückenende zum im November 2013 geschlossenen Kinder-Freizeitpark Minopolis.
Heute wird die Reichsbrücke im Jahresdurchschnitt täglich von rd. 39.000 Kfz und an Werktagen von über 43.000 Fahrzeugen täglich befahren. Im Jahr 2019 wurden an der Zählstelle Lassallestraße täglich rd. 3.400 Radfahrer gezählt, wobei in den Sommermonaten wiederholt Werte von über 9.000 Radfahrern pro Tag auftraten.
Seit 1984 findet jährlich im Frühjahr der Vienna City Marathon statt, dessen Strecke über die Reichsbrücke führt. Im Jahr 2004 installierte die Wiener Magistratsabteilung 29 gemeinsam mit der Firma Arsenal Research ein Messsystem, um die Auswirkung der Schwingungen von 25.000 Läufern auf die Brücke zu ermitteln. Diese Messung wurde unter anderem durchgeführt, weil an den Tagen des Marathons von Läufern und Passanten sehr starke Schwingungen der Brücke wahrgenommen wurden. Laut Ergebnis der Studie besteht bei der Reichsbrücke keine Gefahr. Der Einfluss der U-Bahn-Linie U1 ist in Vertikalrichtung um das fünf- bis sechsfache, in Querrichtung sogar um das 16fache höher als der Einfluss der Tausenden Marathonläufer. Die Diskrepanz zwischen gefühlter und tatsächlicher Bewegung der Brücke erklärten die Forscher damit, dass die von den Läufern verursachten Schwingungen im tieferen Frequenzbereich wirksam werden und dadurch deutlicher wahrnehmbar seien als jene der U-Bahn.
Im Juni 2004 wurde die Reichsbrücke von einem deutschen Passagierschiff gerammt. Es gab dabei einen Schwerverletzten und mehrere Leichtverletzte. Die Brücke wurde dabei nicht ernsthaft beschädigt.